# Club Nacional de Football
El Club Nacional de Football es una institución deportiva uruguaya. Fue fundado el 14 de mayo de 1899 en Montevideo, por iniciativa de jóvenes estudiantes de la época, con la intención de consolidar una institución de fútbol para uruguayos criollos frente al predominio de clubes y practicantes extranjeros europeos de este deporte, particularmente ingleses y alemanes, siendo considerado así el «primer equipo criollo» del país y uno de los primeros clubes fundados por nacionales en América.
Si bien adquirió un carácter polideportivo que le llevó a incursionar en varios deportes, es en el fútbol donde obtuvo su principal gloria deportiva, constituyendo una de las entidades más laureadas y reconocidas del mundo, siendo galardonado a nivel futbolístico nacional e internacional.
Es uno de los equipos más icónicos y tradicionales del ámbito local. El denominado Decano del fútbol uruguayo tiene el récord de haber mantenido la categoría desde su debut en 1901, y ostenta la suma de 49 títulos de Campeón Uruguayo, (además salió primero en los torneos de 1925 y 1948, pero no se le otorgó el título de «Campeón Uruguayo» porque no finalizaron). En total posee 163 títulos oficiales de los cuales 144 son nacionales y 19 internacionales, lo que lo convierte en el club con más títulos oficiales del país y en el club con más títulos oficiales del mundo.
Además de los 49 campeonatos uruguayos, es el club que ha ganado más títulos organizados por la AUF al tener en cuenta otros torneos. También es el único club en haber contado con al menos un jugador en la selección de fútbol de Uruguay, siempre que ganaron la Copa América, Juegos Olímpicos y Mundiales.
A nivel internacional, conquistó la Copa Libertadores de América en tres ocasiones —1971, 1980 y 1988—, y es el segundo club con más puntos en la tabla histórica del certamen continental (565) junto con otros récords, tales como ser el club con más participaciones (51), el que más partidos disputó (427), el segundo club con más partidos ganados (181), el segundo con más goles convertidos (591), el club que más partidos ha ganado en condición de visitante (65), el que más veces ha clasificado a octavos de final (23), o el que más participaciones consecutivas tiene (ininterrumpidas desde 1997). A través de dicha copa se clasificó para disputar la hoy discontinuada Copa Intercontinental, coronándose campeón en todas las veces que la disputó, convirtiéndose en el primer tricampeón invicto de dicha competencia en 1988 y el primero en ganar este torneo desde que se empezó a disputar en Japón en 1980 siendo también el club más laureado de dicha competencia junto con Boca Juniors, Real Madrid, Milan y con su máximo rival, Peñarol.
También es el club que más títulos ha logrado a nivel internacional durante la época de las competencias rioplatenses, jugadas entre clubes de Argentina y Uruguay, previa al desarrollo y la organización de competencias oficiales de clubes a nivel sudamericano, durante la primera mitad del siglo XX, habiendo cosechado 10 títulos, con 3 conquistas de la Copa Aldao, título de mayor prestigio de las antiguas copas del Río de la Plata.
En total posee 19 títulos internacionales oficiales, de los cuales 9 corresponden a torneos organizados por Conmebol y por Conmebol en conjunto con otras confederaciones como la UEFA y la Concacaf y 10 a torneos organizados conjuntamente entre la AFA y la AUF, siendo el club uruguayo con más títulos a nivel internacional.Fue el club con mayor cantidad de títulos internacionales oficiales del Mundo durante la práctica totalidad del siglo XX hasta ser superado en los primeros años del siglo XXI por el Real Madrid con 31 títulos y Al-Ahly con 28. Además, es el único club uruguayo en haber obtenido la Copa Interamericana —1971 y 1988— y la Recopa Sudamericana, competición de la cual es el primer campeón de la historia, al ganar la edición de 1989 contra Racing Club de Argentina.
Nacional está identificado con los colores blanco, azul y rojo, tomados de la Bandera de Artigas. Oficia de local en el Estadio Gran Parque Central, de su propiedad, ubicado en el barrio La Blanqueada, donde el 13 de julio de 1930 las selecciones de Bélgica y Estados Unidos disputaron uno de los dos primeros partidos en la historia de los mundiales y en donde hicieron sus debuts mundialistas las selecciones de Argentina y Brasil. También fue sede única de las ediciones 1923 y 1924 de la Copa América.
Su clásico rival en el fútbol uruguayo es Peñarol, la rivalidad más antigua del fútbol fuera de las islas británicas y uno de los clásicos más importantes del fútbol mundial. Los partidos entre Nacional y Peñarol se encuentran entre los tres clásicos más atractivos del mundo, de acuerdo con la revista británica FourFourTwo.

## Historia

### 1899-1911: fundación y primeros años

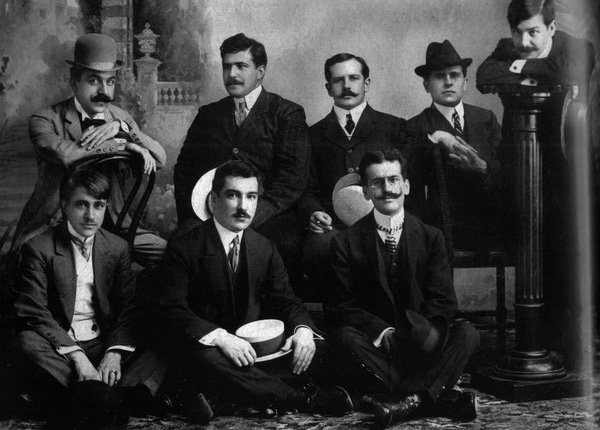
Socios fundadores.

A finales del siglo XIX la incipiente práctica del fútbol en Uruguay estaba dominada por ingleses residentes en el país. En ese contexto surgieron entre jóvenes estudiantes dos iniciativas de crear una institución futbolística netamente nacional. Por un lado, el Montevideo Football Club, creado en un café cercano al Monumento al Gaucho, y por otro el Uruguay Athletic Club, con sede en La Unión. El 14 de mayo de 1899, en la casa de Ernesto Caprario, socios y jugadores de ambos clubes fundaron el Club Nacional de Football. Este hecho no solo constituyó al primer club de fútbol propiamente uruguayo, sino también al considerado primer club criollo de América. En aquella primera sesión constitutiva se eligieron los símbolos del club, los cuales fueron inspirados en los colores de la bandera del prócer José Gervasio Artigas.
El 25 de junio de 1899 Nacional disputó su primer partido, venciendo por 2:0 al Uruguay Athletic. Nacional formó con Alejandro Cordero, Arturo Corradi, Jorge Ballestero, Félix N. Rosati, Carlos Carve Urioste, Bernardino Daglio, Jaime Gianetto, Sebastián Puppo, Domingo Prat, Juan Vallarino y Melitón Romero. Cabe destacar que seis de estos jugadores ejercieron la presidencia del club.
En 1900 se incorporaron al club jugadores de los clubes Universitario Football Club y Defensa Football Club —entre ellos los hermanos Amílcar, Bolívar y Carlos Céspedes, quienes dejaron una gran huella en el club, siendo conocido como El club de los Céspedes—, y además, recibió en usufructo las instalaciones del Parque Central, en lo que entonces eran las afueras de Montevideo. El club logró su afiliación a The Uruguay Association Football League en 1901, luego de que en 1900 los clubes de origen extranjero no permitieran su ingreso. Nacional logró debutar pues en el Campeonato de 1901, finalizando subcampeón. Ganó cinco partidos, empató dos y perdió solo uno. En 1902 conquistó el campeonato uruguayo ganando todos los partidos. Logró su primera victoria sobre el CURCC por 2:1. El 10 de agosto, en el partido clave por la definición del campeonato, venció nuevamente al CURCC por 3:1 en Villa Peñarol, adjudicándose su primer título.

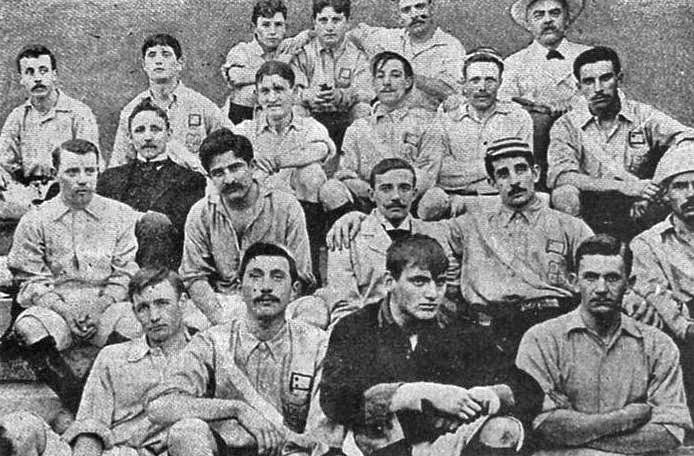
Futbolistas uruguayos y argentinos, tras el partido del 13 de septiembre de 1903 entre Uruguay y Argentina.

Al finalizar el campeonato de 1903 nuevamente Nacional y el CURCC estaban al tope de la tabla de posiciones, pero la final se debió suspender por la inminencia de la Revolución de 1904. La Asociación fijó la final para el 28 de agosto de 1904. Nacional venció al CURCC por 3:2 y se coronó campeón uruguayo por segunda vez consecutiva.

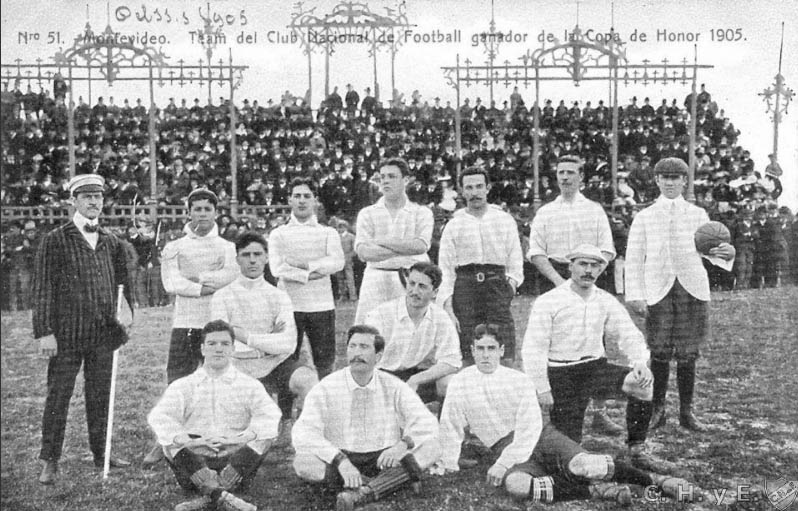
Nacional en 1905. En ese año ganó la Copa de Honor Cusenier tras derrotar al recordado equipo argentino Alumni.

A inicios del siglo XX las selecciones uruguaya y argentina se enfrentaban en un partido anual, con localía intercalada. Para el encuentro de 1903 la Comisión de la AUF citó a jugadores del equipo tricolor, que era el campeón invicto, para defender al seleccionado. Molesto por esta situación, el CURCC renunció a formar parte del combinado, por lo que Nacional asumió con todos sus futbolistas la representación de la selección uruguaya. Parecía que el partido sería fácil para el seleccionado argentino, el cual el año anterior había goleado de visitante —0:6 en el Parque Central—. Pero el partido culminó 3:2 a favor del equipo uruguayo y deparó la histórica primera victoria internacional del combinado oriental, un acontecimiento que quedó grabado en la historia de Nacional y el fútbol uruguayo.
En 1905 Nacional conquistó su primer título internacional oficial organizado por AFA y AUF, la Copa de Honor Rioplatense, al vencer en Montevideo al Alumni Athletic Club argentino por 3:2. Ese mismo año fallecieron prematuramente Bolívar y Carlos Céspedes, producto de una epidemia de viruela. El impacto fue muy duro para el club, que entró en un proceso de decadencia deportiva e institucional, que se vio agravada a mediados de 1910, cuando se dio entrada en el primer equipo a varios jugadores de clase obrera, generándose la oposición de un conjunto de asociados elitistas. Finalmente, en una asamblea de 1911, la mayoría populista comandada por el presidente José María Delgado y dirigentes como Manuel Rovira Urioste, triunfó en su concepción popular del club. Como consecuencia, varios dirigentes, socios y destacados futbolistas se marcharon al Bristol Football Club. En contrapartida, el club abrió sus puertas a varios jugadores de clase obrera, ingresando entre ellos Abdón Porte, símbolo histórico de la institución.

### 1912-1929: en la escena rioplatense

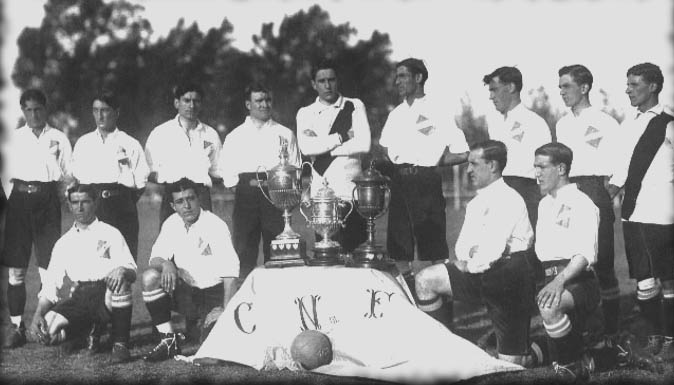
Nacional en 1915, posando con los tres trofeos ganados ese año: Tie Cup, Primera División y Copa de Honor Cusenier.

A nivel local, Nacional conquistó un total de once campeonatos uruguayos en la era amateur. Primero cortó una sequía local de nueve años y salió campeón en 1912, luego obtuvo la Copa Uruguaya en propiedad al ganar el tricampeonato 1915-16-17 y obtuvo los títulos de 1919, 1920, 1922, 1923 y 1924.
A nivel internacional, ganó tres Copas Aldao en 1916, 1919 y 1920; tres Copa de Honor Cusenier en 1915, 1916 y 1917 —ya poseía la de 1905—; y dos trofeos de la Copa Competencia Chevallier Boutell (1913 y 1915). En estos torneos, derrotó a equipos argentinos de la talla de Racing Club, Boca Juniors, River Plate, Independiente, San Lorenzo de Almagro, Rosario Central y Newell's Old Boys, entre otros.

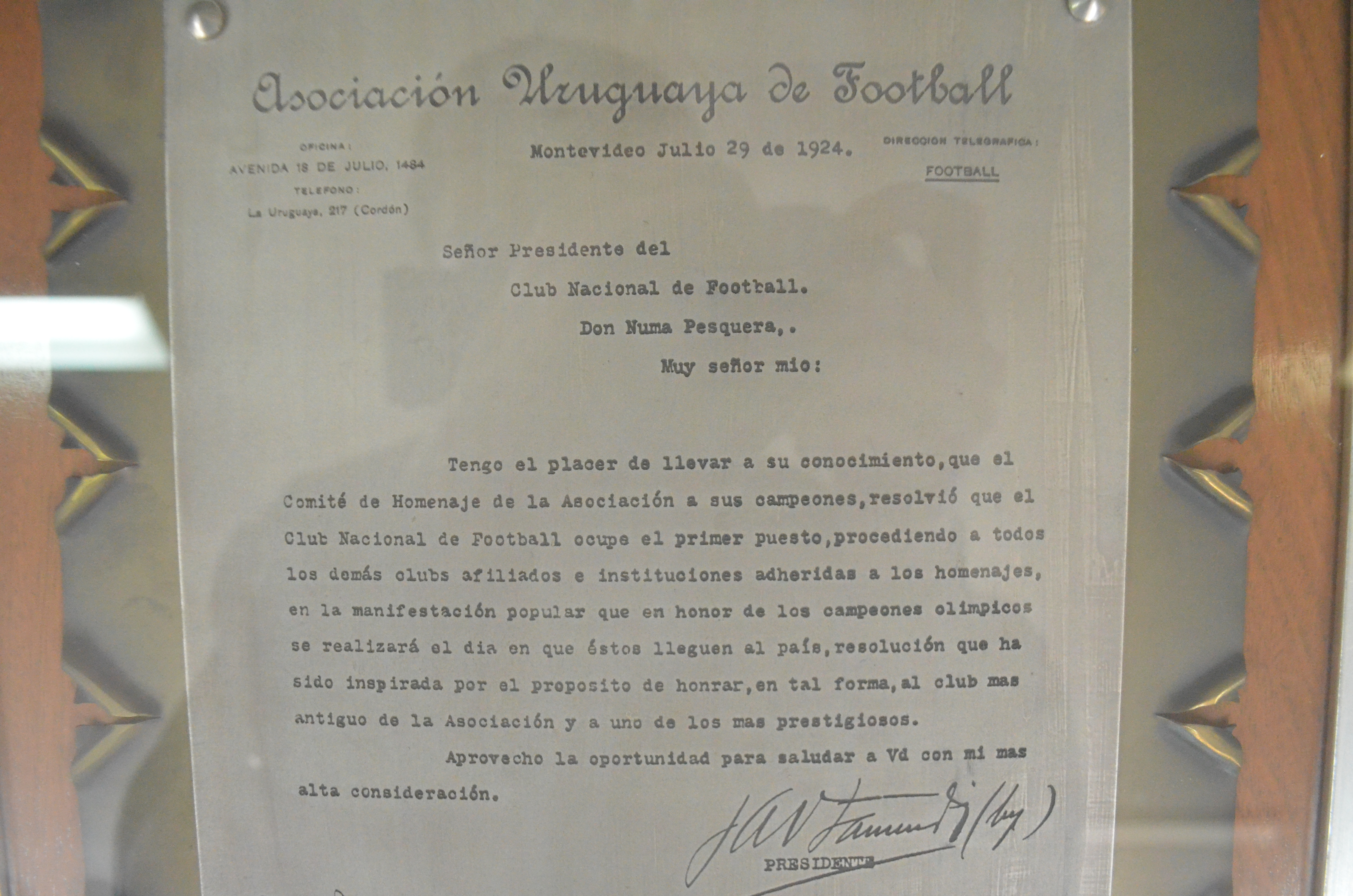
Carta de la Asociación Uruguaya de Fútbol a Nacional en la cual lo reconoce como el club más antiguo de la asociación en julio de 1924, cuando Peñarol estaba desafiliado de la misma.

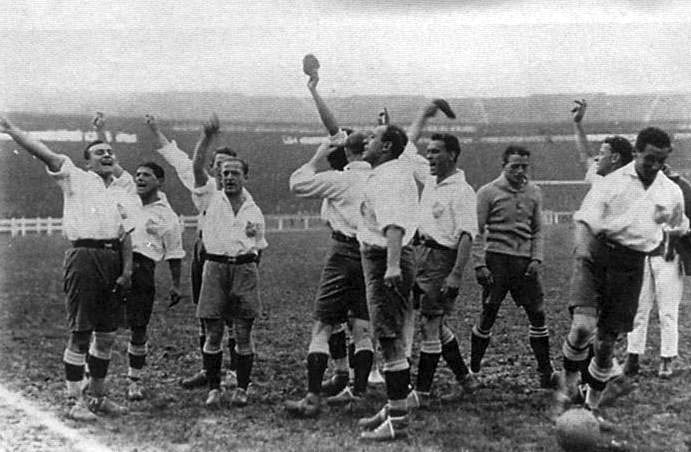
Plantel de Nacional en París, durante la Gira de 1925.

A mediados de la década de 1920, motivado por la excelente actuación de la selección uruguaya durante los Juegos Olímpicos de París 1924 —donde la base del equipo estaba conformada por jugadores tricolores y Uruguay consiguió la medalla de oro—, el plantel de Nacional viajó hacia el continente europeo para iniciar la famosa «Gira del 25». Esta duró 190 días, entre febrero y agosto de 1925, y es considerada la más extensa en la historia del fútbol mundial.
Comprendió nueve países —Francia, Italia, España, Países Bajos, Checoslovaquia, Bélgica, Suiza, Austria y Portugal— y veintitrés ciudades, durando 190 días entre febrero y agosto de 1925. La gira incluyó entre sus resultados más resonantes la victoria 3:0 sobre el Génova, entonces campeón de Italia, y las goleadas sobre las selecciones de Países Bajos (7:0), Francia (6:0), Bélgica (5:1) y Suiza (5:1). En total, Nacional disputó treinta y ocho partidos de los cuales ganó veintiséis, empató siete y perdió cinco, marcando ciento treinta goles y recibiendo treinta. Participaron en esta gira Héctor Scarone, Héctor Castro, Pedro Petrone y José Nasazzi, quien estuvo como invitado.

### 1932-1943: el Equipo Espectáculo

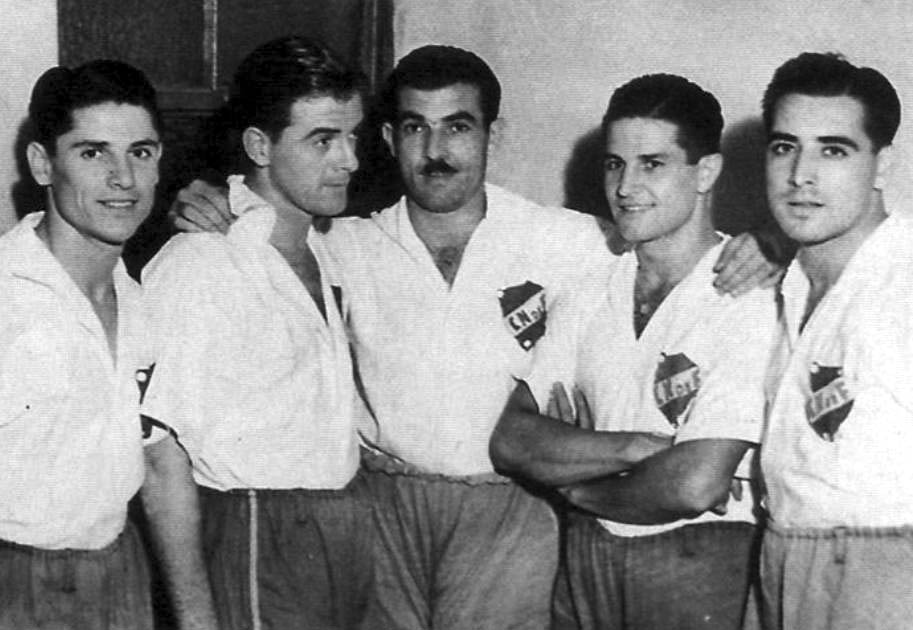
Delantera del Nacional que logró el denominado Quinquenio de Oro. De izquierda a derecha: Volpi, Aníbal Ciocca, Atilio García, Ballesteros y Bibiano Zapirain.

En 1932 el fútbol uruguayo se tornó profesional, y ya en 1933 Nacional formó un gran equipo que fue conocido como «La Máquina Blanca». Comenzó la temporada con resultados abultados, marcando veintiocho goles en solo cuatro partidos: cuatro a Newell's, siete a Flamengo, ocho a Rampla Juniors y nueve a Central. El campeonato de 1933 fue el más largo del mundo, ya que Nacional se consagró campeón el 18 de noviembre de 1934, luego de varias finales contra Peñarol durante ese año: la primera en abril fue suspendida, recordada como el clásico del gol de la valija, y continuada en agosto y la última en noviembre, que terminó 3:2, con tres goles de Héctor Castro para Nacional, mientras que Peñarol vencía 0:1 al finalizar el primer tiempo.
En 1938 llegó al club el argentino Atilio García, quien sería el máximo goleador de la institución. Ese año Nacional ganó el «Nocturno Rioplatense», derrotando a los grandes clubes rioplatenses. Entre los años 1939 y 1943, con el antiguo futbolista Héctor Castro como entrenador del equipo, se logró el primer Quinquenio de la historia del fútbol uruguayo.
En 1940 Atilio García le marcó cuatro goles a Peñarol, todos ellos de cabeza, en la victoria 5:1. Ese año Nacional superó a su tradicional rival por trece puntos. Para obtener el título de 1941, el club ganó todos los partidos disputados, incluyendo una victoria 6:0 frente a Peñarol. Entre 1938 y 1943 se disputaron veintitrés clásicos con dieciocho victorias de Nacional y solo cuatro derrotas. Además, el 21 de noviembre de 1943 se cumplió la décima victoria consecutiva sobre Peñarol en el Campeonato Uruguayo. Asimismo, Nacional obtuvo entre 1938 y 1943, la conquista del Torneo de Honor único equipo de la AUF en ganarlo seis veces consecutivas.

### 1950-1970: la búsqueda por la gloria internacional

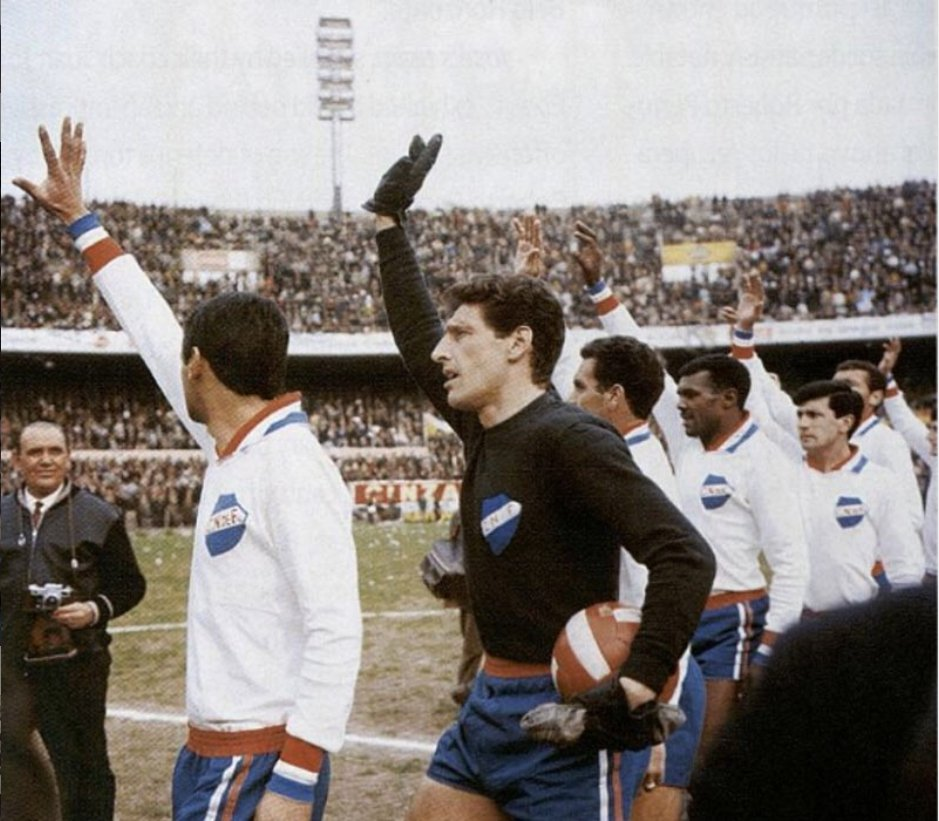
Plantel saludando en la final de la Copa Libertadores de 1967 contra Racing de Avellaneda.

A nivel local, el club obtuvo los campeonatos uruguayos de 1946, 1947, 1950 y 1952. El campeonato logrado en 1950 fue especial, porque Nacional se consagró campeón en el país campeón del mundo. Entre 1955 y 1957, dirigido por Ondino Viera, Nacional conquistó un nuevo tricampeonato.
Participó por primera vez de la Copa Libertadores en la edición de 1962, en la cual fue eliminado en semifinales por Peñarol. Al año siguiente, Zezé Moreira sustituyó a Hugo Bagnulo como entrenador, implementó la táctica brasileña 4-2-4 y obtuvo el Uruguayo de 1963. Alcanzó luego la final del certamen continental en 1964, pero fue derrotado por Independiente de Avellaneda. En 1966 logró nuevamente el título de campeón uruguayo, y al año siguiente otra vez llegó a la final de la Copa Libertadores, luego de superar a Cruzeiro y Peñarol en semifinales. La final, frente a Racing de Avellaneda, se definió en un tercer partido disputado en Lima donde vencieron los argentinos 2:1.

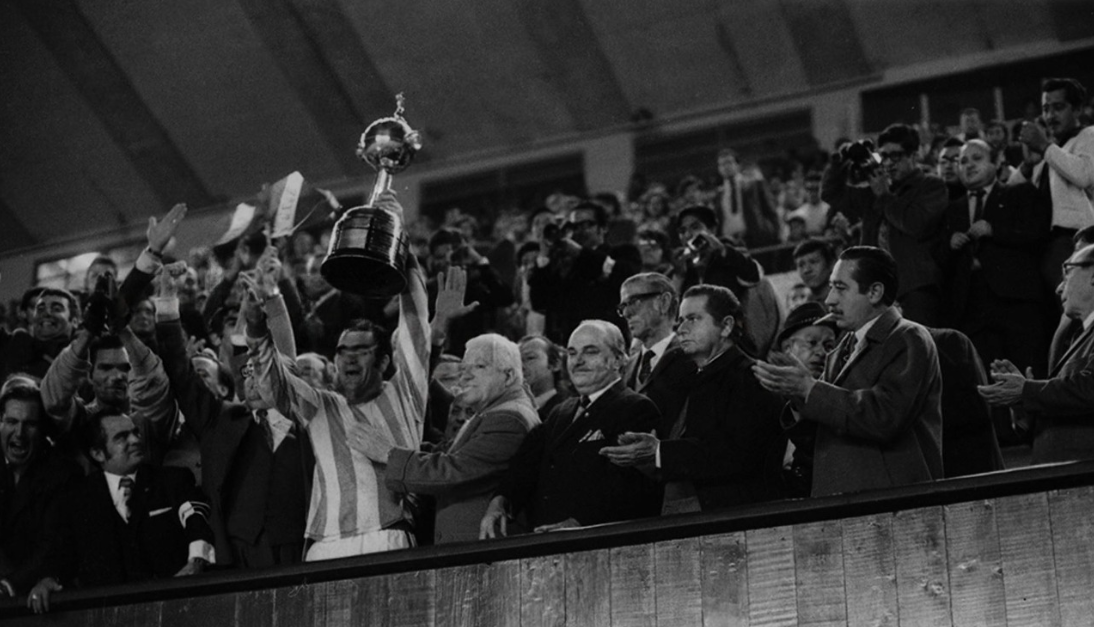
Luis Ubiña, alza la Copa Libertadores de 1971.

Con Miguel Restuccia como presidente, Nacional comenzó a armar un equipo que con el tiempo daría sus frutos: están Luis Ubiña, Juan Martín Mugica, Julio Montero Castillo, Víctor Espárrago y Julio César Morales a los cuales se sumaron el guardameta brasileño Manga y el juvenil Atilio Ancheta. Luego llegaron Ángel Brunell, Mamelli, Silveira y Luis Cubilla, además del gran goleador argentino Luis Artime. En la Libertadores de 1969, tras eliminar en semifinales a Peñarol, perdió por tercera vez la final, esta vez ante Estudiantes de La Plata, que obtuvo su segundo título consecutivo.

### 1971-1988: Nacional tricampeón intercontinental invicto
Primer título intercontinental (1971)

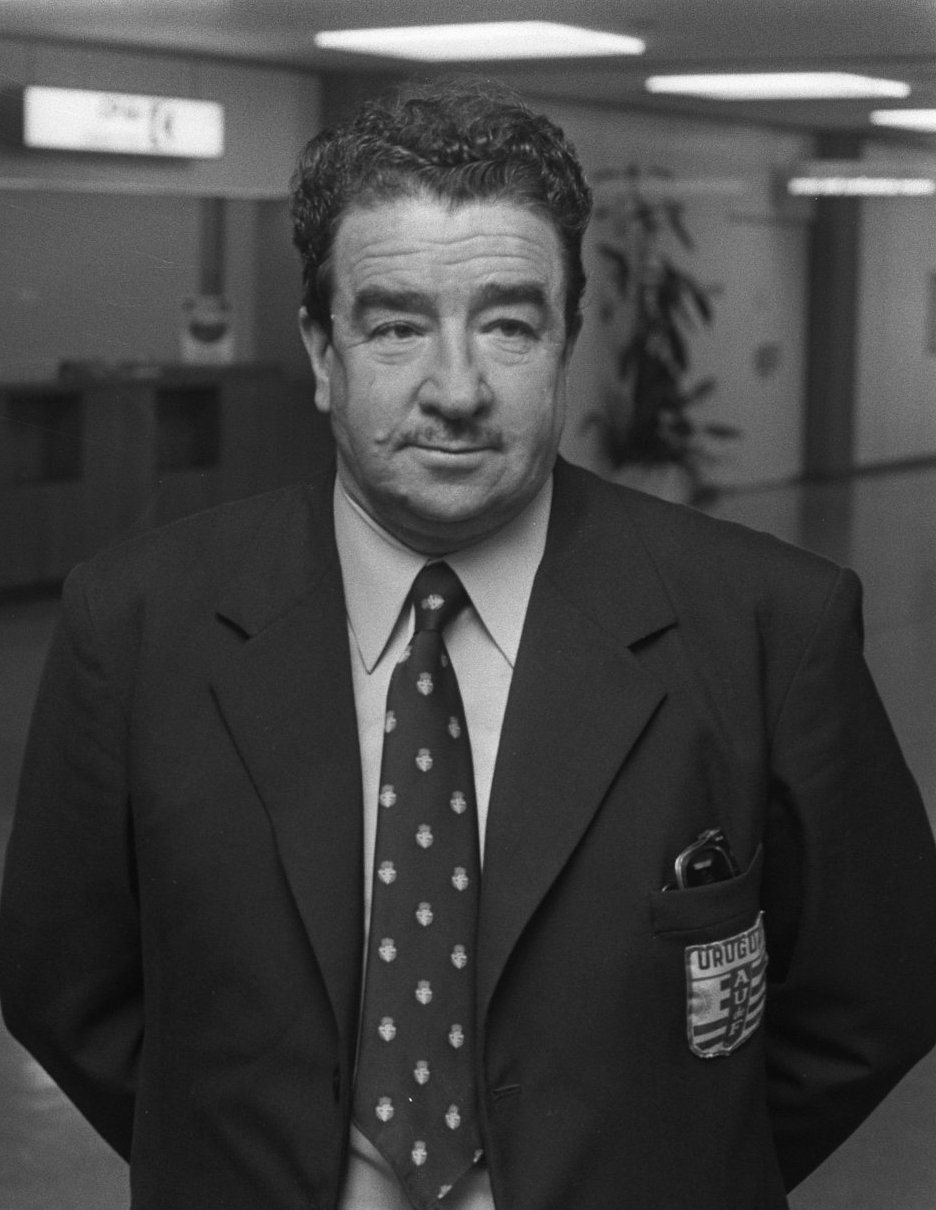
Washington Etchamendi, director técnico campeón de la primera Copa Libertadores, Intercontinental e Interamericana de la institución.

En 1971 acabó el destacado pasaje de Zezé Moreira en el club, y llegó Washington Etchamendi, empezando su glorioso ciclo al frente de la dirección técnica. Nacional inició su gran campaña en la Copa Libertadores 1971 en el grupo que integraba junto a Peñarol y los bolivianos Chaco Petrolero y The Strongest. Superó el grupo ganando los dos partidos clásicos. En semifinales enfrentó a Universitario de Perú y a Palmeiras de Brasil, destacándose el triunfo sobre Palmeiras en el mismo Estadio Pacaembú de San Pablo por 3:0. Debió disputar las finales frente al entonces tricampeón Estudiantes de la Plata, como en la final de 1969. Ambos partidos terminaron 1:0 con triunfo para el local. El tercer y definitivo encuentro se jugó el 9 de junio en Lima. Nacional venció 2:0 con goles de Espárrago y Artime, obteniendo su primera Copa Libertadores.
Dicha victoria le permitió al club disputar dos trofeos internacionales más: la Copa Intercontinental 1971 y la Copa Interamericana 1971. Para lograr la Intercontinental, Nacional debió enfrentarse con el Panathinaikos, subcampeón europeo. El 15 de diciembre se jugó la primera final, 1:1 en el Estadio Karaiskakis de El Pireo, con gol de Luis Artime. La revancha fue triunfo de Nacional 2:1 con goles de Luis Artime. El 28 de diciembre de 1971 Nacional obtuvo por primera vez el título de campeón mundial. El año siguiente, ganó su primera Copa Interamericana, derrotando al Cruz Azul mexicano, siendo el único club uruguayo en contar con este trofeo en su palmarés.
Al mismo tiempo, logró el tetracampeonato a nivel local —1969, 1970, 1971 y 1972—, manteniendo un récord de partidos invicto frente a su clásico rival: desde el 2 de marzo de 1971 hasta el 31 de enero de 1974, se disputaron 16 clásicos de los cuales Nacional no perdió ninguno.
Segundo título intercontinental (1980)

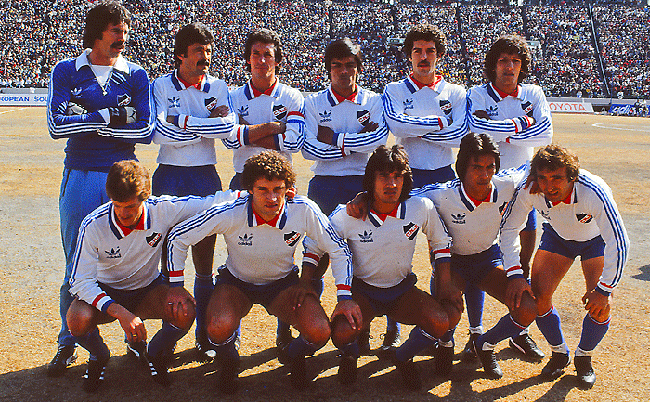
Plantel campeón del año 1980.

El 26 de enero de 1980 se abrió una nueva era con la elección de Dante Iocco como presidente. El club vivía un pobre momento deportivo, y la nueva directiva designó de urgencia al campeón de 1971 Juan Martín Mugica como técnico y a Esteban Gesto como preparador físico para terminar la Liguilla de 1979. Mugica realizó algunos cambios en el equipo y en el planteo, imponiendo la marcación hombre a hombre por toda la cancha.
Con el nuevo equipo técnico Nacional eliminó a Peñarol por 2:0 y clasificó a la Copa Libertadores de 1980. Superó en la fase de grupos a Defensor y a los bolivianos The Strongest y Oriente Petrolero, en semifinales a O'Higgins de Chile y a Olimpia de Paraguay, clasificándose para disputar la final ante Internacional de Porto Alegre. El día 30 de julio, en Porto Alegre, se jugó el partido de ida, y fueron muchos los uruguayos, más de 22 000, que recorrieron los mil kilómetros, en lo que los tricolores llamaron el segundo éxodo del pueblo oriental. La ida fue 0:0 y la revancha, el 6 de agosto en el Centenario, fue victoria 1:0 con gol de Victorino de cabeza.
Este mismo año, la Copa Intercontinental se jugó por primera vez a un partido único en Japón, gracias a la gestión de los dirigentes tricolores, que pudieron convencer a los europeos que se rehusaban a participar de la competencia. Fue en febrero de 1981 cuando Nacional obtuvo su segunda Copa Intercontinental, venciendo al Nottingham Forest de Inglaterra por 1:0, con gol de Waldemar Victorino.
Tercer título intercontinental (1988)

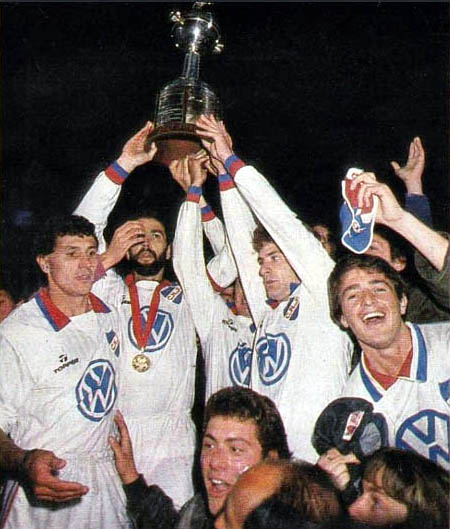
Plantel de Nacional, campeón de la Copa Libertadores 1988 y que un año después ganaría su tercer Copa Intercontinental.

A finales de la década de 1980, el club, al igual que todo el fútbol uruguayo, estaba sumido en graves problemas económicos. Sin embargo, Nacional formó un plantel que pese a su humildad, daría grandes satisfacciones. El entrenador fue Roberto Fleitas, recién vencedor de la Copa América 1987 con la Selección uruguaya. Durante la Copa Libertadores 1988, el club superó a Wanderers, América de Cali y Millonarios de Bogotá en la fase de grupos. Luego debió vencer a la Universidad Católica y Newell's Old Boys. Al acercarse a etapas definitorias, el club repatrió a Hugo De León, quien fue el líder anímico que el equipo necesitaba. Nacional superó otra vez a América de Cali en semifinales, y en la final debió enfrentar nuevamente a Newell's que ganó el primer partido 1:0. La revancha en el Centenario, con 75 000 personas en las tribunas, fue vencida por Nacional por 3:0, con goles de Ernesto Vargas, Ostolaza y Hugo De León.
Más tarde, Nacional logró su tercer título mundial al derrotar al PSV Eindhoven de los Países Bajos. En lo que fue considerada como una de las finales más emotivas de la historia de la Copa Intercontinental, Nacional derrotó al equipo neerlandés por penales. El partido había terminado empatado 1:1 en tiempo regular y 2:2 tras el alargue, siendo ambos goles obra de Ostolaza. En la tanda de penales Jorge Seré atajó cuatro, y Tony Gómez convirtió el último —el vigésimo de la tanda —,. Con este triunfo, Nacional se consagró como el primer tricampeón mundial invicto, gesta igualada años después por el São Paulo FC de Brasil.

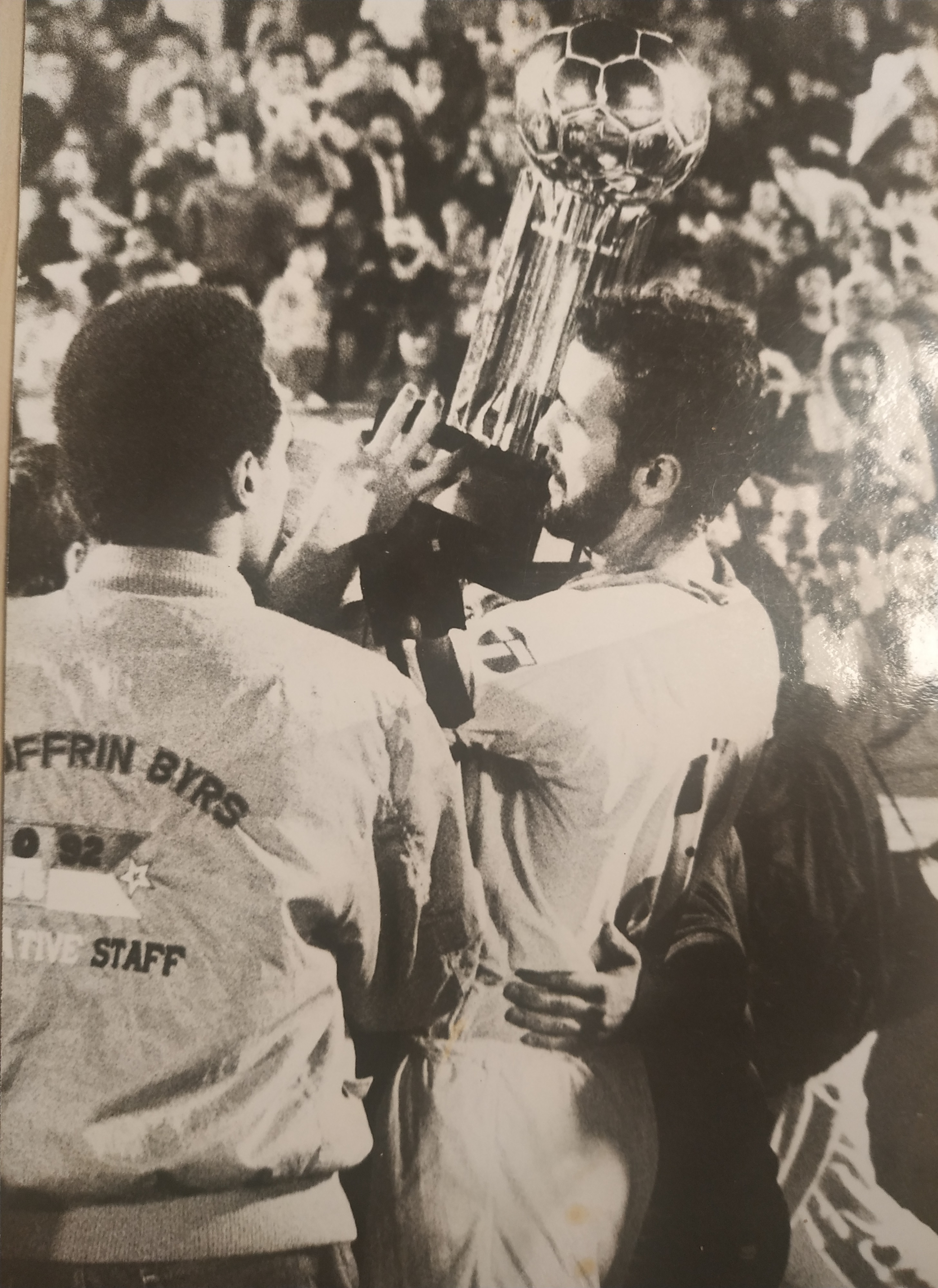
Hugo de León, sostiene la Copa Interamericana, 1989.

Para la definición de los títulos continentales a los que le daba derecho la obtención de la Libertadores, Nacional mantuvo en 1989 buena parte del plantel, pero con cambio de cuerpo técnico —asumió el exjugador del club Héctor Núñez—. Ese año ganó su segunda Copa Interamericana, venciendo esta vez a Olimpia de Honduras, y la Recopa Sudamericana, derrotando al Racing Club de Avellaneda. Con estos nuevos éxitos Nacional igualó a Peñarol como uno de los dos equipos uruguayos con más títulos internacionales oficiales organizados por Conmebol-FIFA, con un total de nueve logros. Estos, sumados a los trece obtenidos en los torneos rioplatenses, dan un total de veintidós títulos internacionales.

### 1989-presente: historia reciente
En la mayor parte de la década de 1990 el club tuvo campañas irregulares. Conquistó el Campeonato uruguayo de 1992 con gran actuación del panameño Dely Valdés y del argentino Antonio Vidal González. Seis años después, con el debut de Hugo De León como director técnico y la figura de Rubén Sosa en la cancha, Nacional obtuvo el Campeonato Uruguayo de 1998, siendo la primera vez que un mismo equipo obtenía tanto el Torneo Apertura como el Clausura, desde que se dividió cada temporada en dos torneos cortos en 1994. Desde entonces solo Danubio obtuvo el título de la misma manera, en la temporada 2006-07.
El 14 de mayo de 1999 Nacional festejó su centenario bajo el lema «100 Años de Verdad», en alusión a la polémica sobre la fecha de fundación del Club Atlético Peñarol, y celebró el acontecimiento con un partido frente a su rival en la final de la Copa Intercontinental 1988, el PSV Eindhoven en el Estadio Centenario. Ese mismo año, la hinchada tricolor estrenó lo que llamó «la bandera más grande del mundo».
Con la base del mismo plantel, Nacional dominó el ámbito local durante tres años seguidos —2000, 2001 y 2002—. En 2002, dirigido por Daniel Carreño, regresaron las esperanzas de logros internacionales: el club avanzó hasta cuartos de final en la Copa Libertadores, siendo eliminado por Grêmio, y estuvo a punto de acceder a la final de la Copa Sudamericana, siendo eliminado por penales en la semifinal por el Atlético Nacional de Colombia. En la Libertadores de 2003 el equipo era aún más poderoso, y protagonizó recordados enfrentamientos contra el Santos, finalizados 4:4 en Montevideo y 2:2 en Vila Belmiro.
2004 es recordado por las remontadas clásicas: en el Apertura ganó 2:1 y en el Clausura se impuso 3:2 tras ir perdiendo 0:2. Para 2005, además de la llegada de Martín Lasarte, se decidió la remodelación del Gran Parque Central y el regreso del equipo a su mítico estadio, luego de 75 años ejerciendo la localía en el Estadio Centenario. Apenas re-inaugurado, el Parque sería sitio de dos vueltas olímpicas consecutivas: Nacional obtuvo el Uruguayo de 2005 en forma invicta y en la temporada 2005-06 llegó el bicampeonato. Este último campeonato es recordado porque Nacional finalizó campeón y Peñarol terminó en el último escalón —cabe destacar que la AUF le quitó 12 puntos a Peñarol— habiendo una plaqueta en la sede recordando el suceso.

El 19 de abril de 2008, por el Clausura de ese año, quedó en la memoria la remontada ante River, en el Centenario, tras ir abajo 0:3, dejando en esta ocasión una victoria memorable por 6:3 con quien hasta ese momento luchaba el torneo. Luego de tres años, Nacional recuperó el título de campeón uruguayo en la temporada 2008-09 dirigido por Gerardo Pelusso. Como destaque, el equipo triunfó en los tres clásicos de la temporada —1:0 del Apertura, 2:1 en el torneo amistoso de verano y el 3:2 del Clausura con tres goles de Gustavo Biscayzacú—.

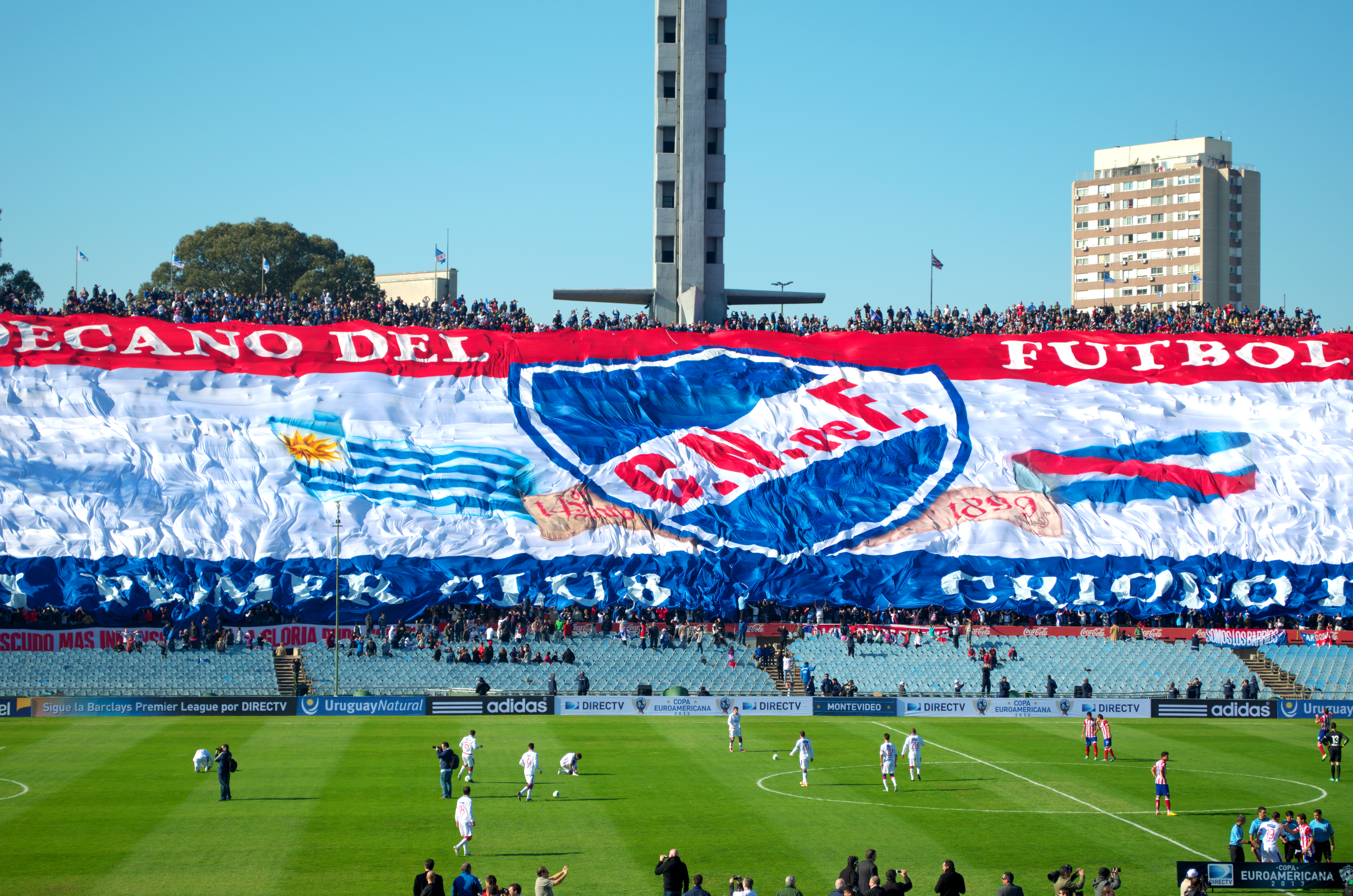
Imagen del encuentro disputado ante Atlético de Madrid por la Copa EuroAmericana 2013.

En 2009, Nacional logró su mejor participación en Copa Libertadores de los últimos veintiún años. Dirigido por Gerardo Pelusso accedió a semifinales de la Copa, luego de superar a River Plate argentino, Nacional paraguayo y San Martín peruano en fase de grupos, y al Palmeiras brasileño. En aquella instancia se enfrentó a Estudiantes de La Plata, club que terminó consagrándose campeón.
El fallecimiento del joven lateral izquierdo titular Diego Rodríguez, sucedido el 11 de septiembre de 2010 producto de un accidente de tránsito, fue otro golpe duro para el club. El presidente Ricardo Alarcón decidió contratar como nuevo entrenador a Juan Ramón Carrasco, tras el corto período de Luis González. El cambio dio resultado, ya que rápidamente el equipo cambió la pisada y los resultados mejoraron: logró el segundo puesto en ese Apertura y fue campeón del Torneo Clausura, obteniendo también el primer puesto de la Tabla Anual, ambos con un partido de anticipación. Esto le dio el derecho al equipo dirigido por JR a definir el Campeonato Uruguayo frente a Defensor, campeón del Torneo Apertura. Fue necesario un solo partido, ya que Nacional derrotó a Defensor y se coronó campeón. A los pocos días, Carrasco dimitió a su cargo.

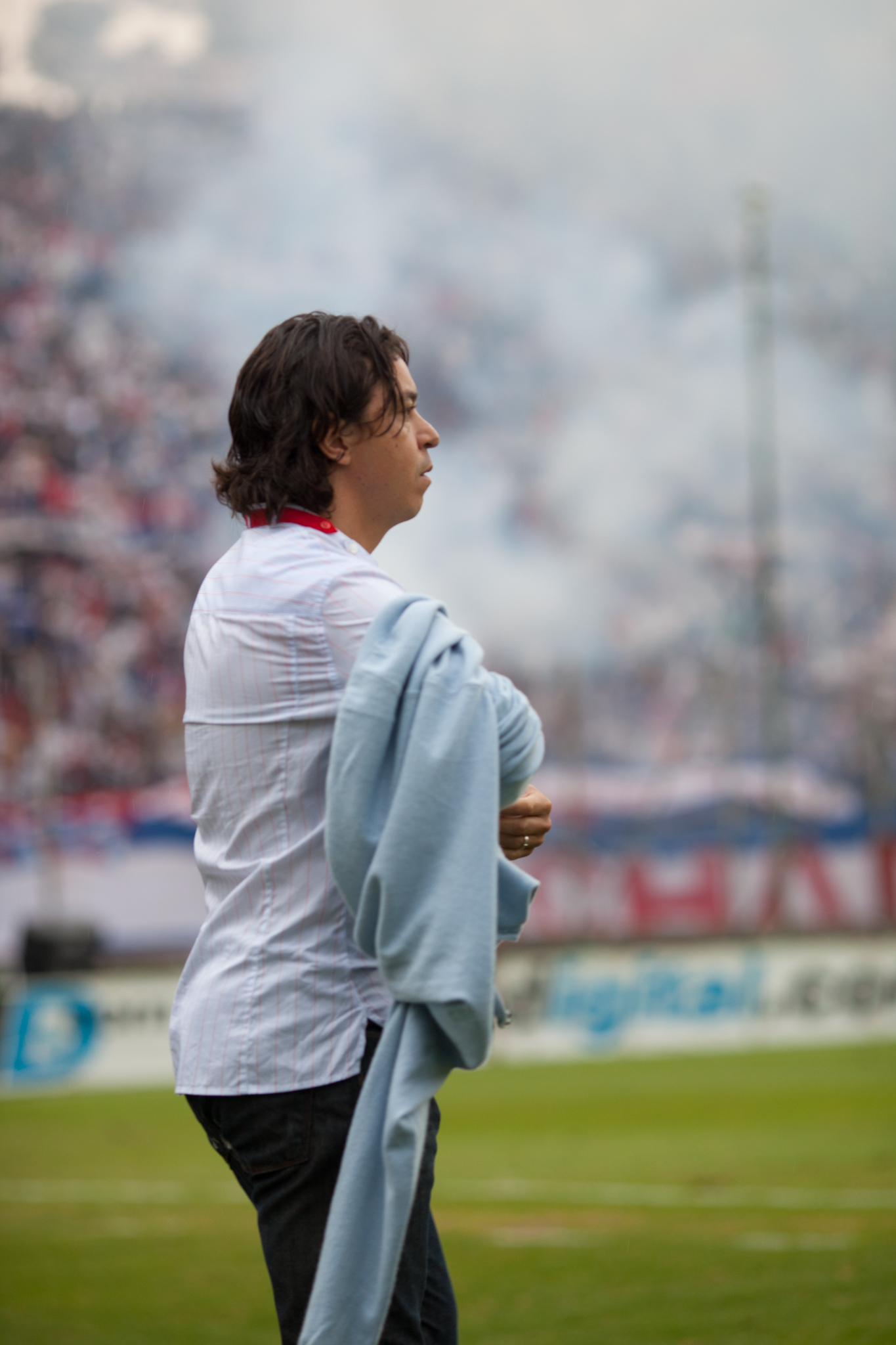
Marcelo Gallardo, campeón con Nacional como jugador y técnico.

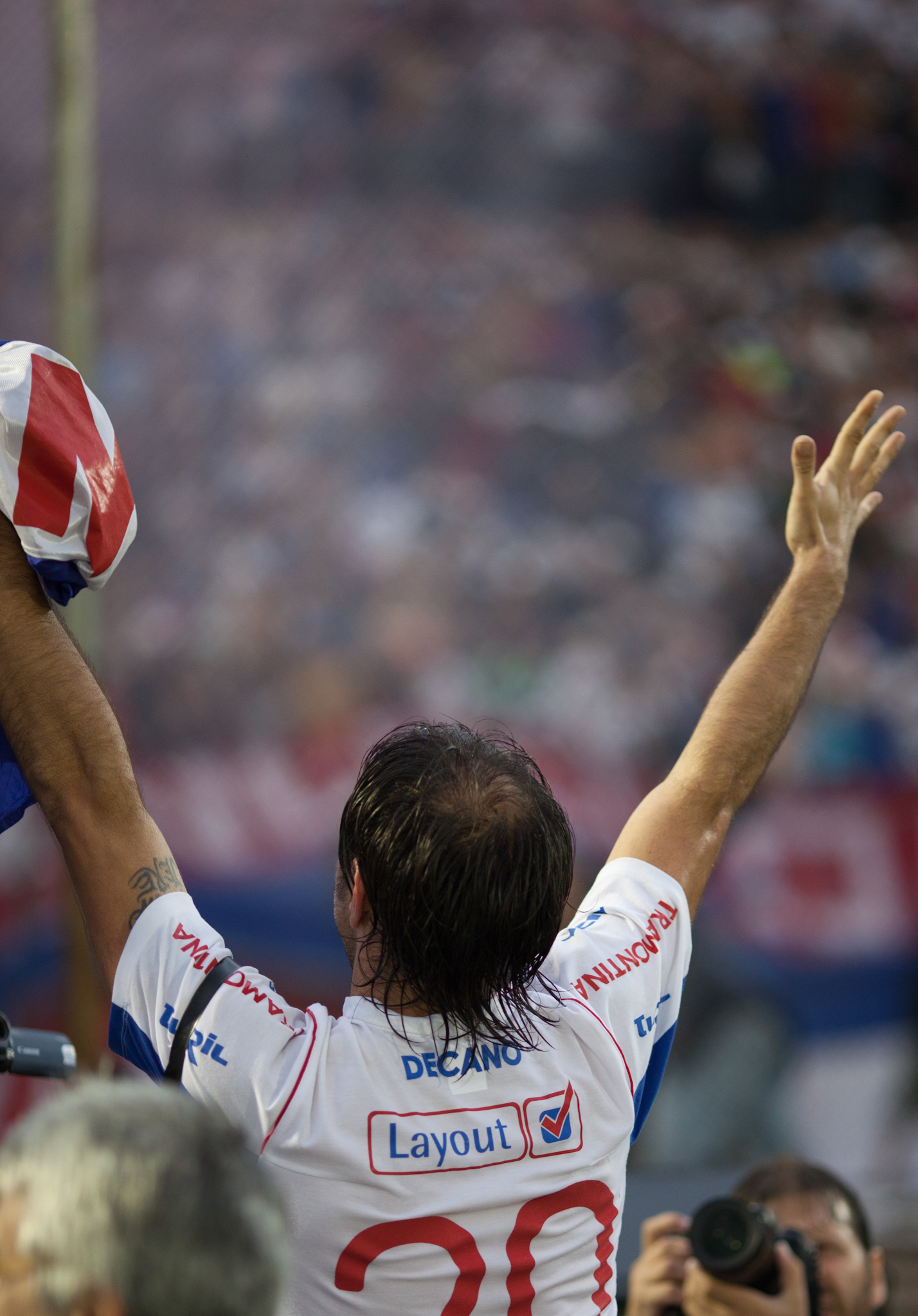
Álvaro Recoba, figura de la temporada 2011-12.

Asumió para el Campeonato Uruguayo de Primera División 2011-12 como exfutbolista, retirado el campeonato anterior, Marcelo Gallardo, quien en su primer semestre obtuvo el Torneo Apertura, con la participación de Álvaro Recoba como principal figura del equipo. En el Torneo Clausura finalizó segundo detrás de Defensor Sporting pero volvió a conseguir la Tabla Anual sacándole 5 puntos de diferencia a sus más inmediatos perseguidores. El 16 de junio de 2012 jugó la semifinal de la temporada 2011-12 frente a Defensor Sporting, consagrándose bicampéon del Fútbol Uruguayo tras ganar 1:0. Obtuvo así su 44° Campeonato Uruguayo, triunfando en los dos clásicos de la temporada con la decisiva participación de Álvaro Recoba, quien convirtió un gol de penal en la hora en el clásico del Apertura para la victoria 2:1 y otro de tiro libre para el 3:2 del Clausura. Por si fuera poco, vale destacar que Nacional también fue el equipo que más entradas vendió en las temporadas 2010-11 y 2011-12.
Marcelo Gallardo, una vez culminado el campeonato, decidió no renovar contrato con el club y la Comisión Directiva nombró para la temporada siguiente a Gustavo Díaz, extécnico de Defensor Sporting en la reciente semifinal disputada por la temporada anterior. Debido a los resultados irregulares, a comienzos de marzo de 2013 la Comisión Directiva lo sustituyó por un interinato conformado por el exjugador Juan Carlos Blanco junto al técnico del plantel de 3.ª División, Gustavo Bueno, como asistente. Este interinato duró hasta fines de ese mes, cuando se comunicó que el argentino Rodolfo Arruabarrena sería el nuevo Director Técnico del plantel principal, cargo que asumió a comienzos de abril. El equipo finalizó la temporada 2012-13 en la tercera ubicación de la Tabla Anual y logró la clasificación a la Primera Fase de la Copa Libertadores 2014, en la que fue su cuadragésima primera aparición en la Copa. Se tratará además de la decimoctava participación consecutiva, lo que constituye un récord a nivel de dicha competencia. Tras finalizar tercero en el Torneo Apertura 2013, Arruabarrena renunció a su cargo, siendo suplantado por Gerardo Pelusso.
Al no conseguir ningún título en 2013, Nacional cerró un singular ciclo de logros deportivos, ya que en los dieciocho años comprendidos entre 1995 y 2012 fue campeón de por lo menos un torneo oficial. No obstante, a pesar de no obtener ningún logro deportivo en ese año, se incorporaron 15 080 nuevos socios, alcanzando en diciembre de 2013 los 65 738 socios. Bajo la conducción de Pelusso, Nacional realizó su peor campaña histórica por Copa Libertadores 2014, cosechando apenas un punto en la fase de grupos. El nuevo técnico, Álvaro Gutiérrez, ganó el Apertura 2014 con puntaje casi perfecto (42 puntos de 45 posibles) –habiendo ganado el clásico 2:1 con dos goles marcados en los descuentos–, y tras conseguir la tabla anual se consagró campeón uruguayo al vencer a Peñarol –ganador del Clausura– por 3:2.
Tras la salida de Gutiérrez, contratado por el Al-Shabab, Nacional pasó a ser dirigido por Gustavo Munúa, que hasta entonces se desempeñaba como arquero y capitán. El equipo de Munúa tuvo un buen desempeño por la Copa Libertadores, siendo eliminado por penales por Boca Juniors. A nivel local no logró ningún título, lo que derivó en la salida del DT, pero al terminar segundo en la tabla anual dejó a Nacional clasificado para la Libertadores 2017. En el segundo semestre del año se disputó el Campeonato Uruguayo Especial para permitir la vuelta a la disputa de las temporadas por año calendario en lugar de a la europea. Nacional obtuvo su cuadragésimo sexto Campeonato Uruguayo dirigido por Martín Lasarte. Ganó todos los partidos disputados como local en el Gran Parque Central finalizando cinco puntos sobre sus seguidores.

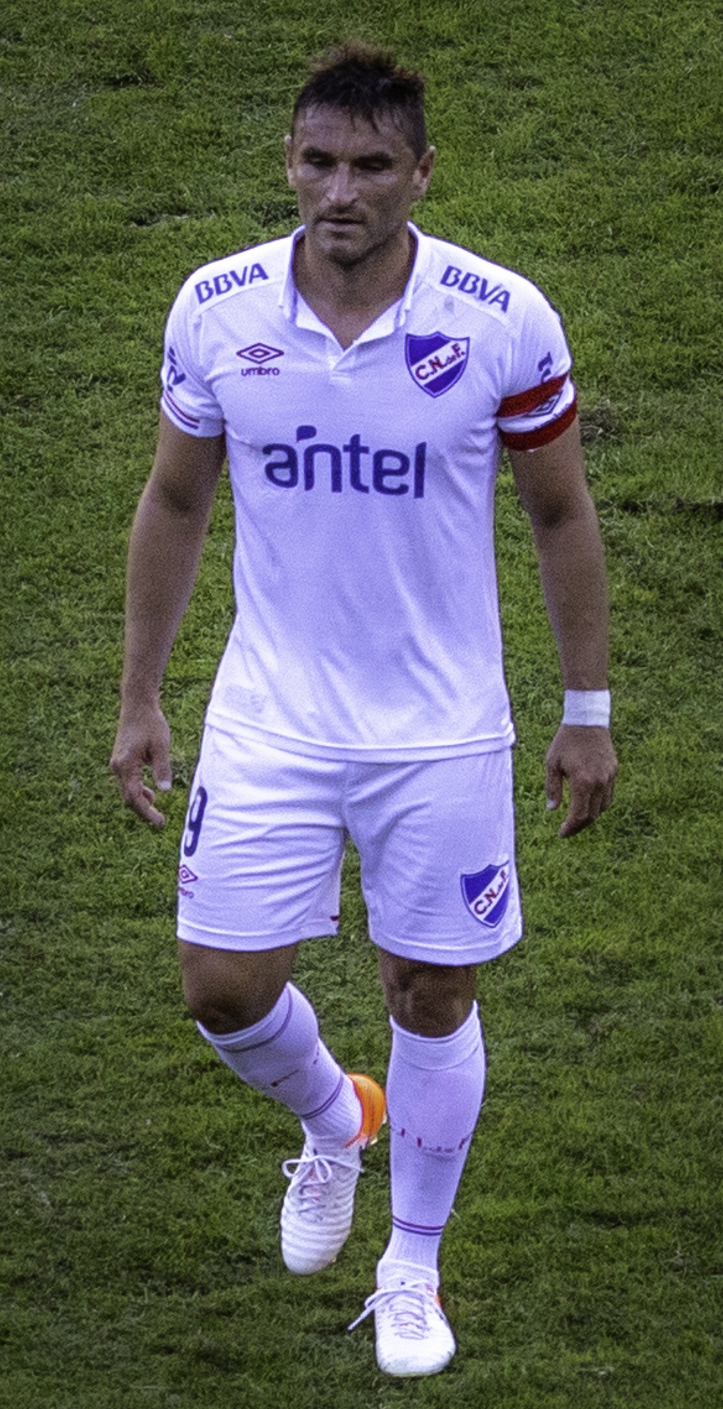
Gonzalo Bergessio, máximo anotador del con 91 goles.

En 2017 Nacional obtuvo la primera edición del Torneo Intermedio, pero al no conseguir ni el Apertura ni el Clausura quedó fuera de la definición del Campeonato Uruguayo, lo que determinó la salida de Lasarte de la dirección técnica. Este fue sucedido por el hasta entonces técnico de la tercera división, Alexander Medina. A pesar de un comienzo dificultoso, con dos derrotas clásicas consecutivas, el equipo del “Cacique” se rehízo rápidamente, pero a pesar de que a nivel local obtuvo el Torneo Apertura y nuevamente el Torneo Intermedio, sufrió un duro revés internacional al resultar eliminado en la fase de grupos de la Libertadores. Como resultado de esta eliminación, Nacional ingresó a la segunda fase de la Copa Sudamericana donde eliminó a Sol de América, y en octavos de final a San Lorenzo. En esa edición, fue derrotado en cuartos de final, por Fluminense.
Para la temporada 2019 asumió la presidencia del club José Decurnex. Una de las primeras medidas de la nueva dirigencia fue no renovar ninguno de los catorce contratos que vencían el 31 de diciembre, con la excepción del delantero Gonzalo Bergessio, goleador del año anterior. A principios de enero fue designado como entrenador el argentino Eduardo Domínguez, cuya estadía en la institución fue breve. Aunque bajo su dirección el equipo obtuvo la Supercopa 2019 ante Peñarol y en el plano internacional consiguió dos victorias por la Copa Libertadores 2019, por el Torneo Apertura quedó relegado rápidamente con solo tres puntos tras las primeras cinco fechas. Esta situación llevó a la destitución de Domínguez, que fue sustituido por Álvaro Gutiérrez.
Con el nuevo técnico designado el rumbo del campeonato mejoró considerablemente, finalizando el Torneo Apertura en 3.ª posición; el ganador de este torneo fue Peñarol. En el Torneo Intermedio 2019, Nacional descontaría puntos en la Tabla Anual, cosechando 14 unidades sobre 21, además ganaría el partido clásico por un contundente 3-0; a pesar de esto Nacional no pudo clasificar a la final del torneo, que ganaría Liverpool.
A continuación disputaría el Torneo Clausura, Nacional termina igualado en puntos con Peñarol, debido a esto, se enfrentarían en una única final, en la que los tricolores se impusieron por 2 a 0, consagrándose de esta manera campeón del torneo. Esto, sumado al haber ganado la Tabla Anual, le otorga ventaja en la definición del campeonato.
Nacional, en su condición de ganador de la Tabla Anual y del Torneo Clausura por la definición del Campeonato, enfrenta al ganador del Torneo Apertura, Peñarol; con gol de Matías Zunino vencería por 1 a 0, logrando obtener de esta forma su título 47 como Campeón Uruguayo; este campeonato sería muy recordado por los hinchas por el hecho de haber ganado 3 finales clásicas en un año, 2 de las mismas en 4 días.

## Símbolos

### Escudo y bandera
El estatuto de Nacional establece que los colores que representan al club son el azul, el blanco y el rojo, como reflejo de los símbolos patrios del Uruguay y tomados de la bandera del máximo prócer de la independencia uruguaya, José Gervasio Artigas. La bandera del club se creó el 23 de mayo de 1902 por iniciativa de Domingo Prat. El encargado de diseñarla fue Ernesto Caprario, cofundador del club, quien propuso completar el uniforme deportivo con una banderita ubicada en la parte izquierda de la camiseta, sobre el corazón, formando así el escudo. La bandera está constituida de la siguiente manera: sobre fondo azul una franja diagonal blanca, trazada de izquierda a derecha y de abajo hacia arriba, en la que figuran, en color rojo, las iniciales C. N. de F. Por su parte, el escudo del club está formado exactamente por igual disposición de colores e iniciales.
Evolución del escudo
|           |           |           |           |           |           |           |
| 1902-1931 | 1932-1948 | 1949-1966 | 1967-1980 | 1981-1987 | 1988-1989 | 1990-1993 |

|           |           |           |           |                 |               |
| 1994-2003 | 2004-2005 | 2006-2011 | 2012-2018 | 2014 (variante) | 2019-presente |

### Himno
El himno de Nacional fue compuesto en 1911 por el poeta, y presidente del club, José María Delgado. El himno se entona en varios actos de Nacional, destacando la entrega de medallas a los asociados que cumplen treinta o cincuenta años ininterrumpidos en la institución.

## Uniforme

### Uniforme titular
El estatuto de Nacional establece que los uniformes deportivos de todos los equipos de la entidad deben componerse, tal como la bandera de José Gervasio Artigas, con los colores azul, blanco y rojo. La primera camiseta, utilizada desde la fundación del club en 1899 hasta el año 1902, fue de color rojo, con el cuello y la manga azules. Los jugadores llevaban un gorro de color rojo con una borla azul. En marzo de 1902, el equipo cambia su casaca por solicitud de la AUF, evitando la similitud de colores con el club Albion y además porque la camiseta roja se desteñía y no se podía conseguir otra de mejor calidad. El nuevo uniforme sería una camisa blanca con bolsillo —que provoca el apodo de bolsilludos y bolsos—, pantalón azul y una faja roja. Además, se agregó el escudo con las iniciales C. N de F. sobre el bolsillo de la camisa. Luego, en 1909, se empezó a utilizar un cinturón rojo, sin embargo este se dejó de usar a fines de los años 20. Ya para fines de 1950, se abandona la faja de color rojo y el bolsillo, adoptándose el uniforme actual: camiseta blanca con vivos azules y rojos, pantalón y medias azules con vivos blancos y rojos, aunque también puede utilizar pantalón y medias blancas. Además de las modificaciones señaladas, el uniforme titular de Nacional prácticamente no sufrió variaciones a lo largo de la historia. En la era moderna de participación en copas internacionales, precisamente a partir de la década del sesenta, predominó el uniforme con pantalón y medias blancas, acompañado con rojos y azules, en representación de los tres colores, tradición que duró varias décadas, especialmente para partidos nocturnos. En mayo de 2018 Nacional fue noticia porque se encontró una camiseta del año 1904, siendo la camiseta no restaurada más antigua del mundo. La misma, valuada en quince mil dólares, iba a ser subastada, pero un empresario uruguayo pagó el monto para que la subasta no se realizara y la casaca más antigua del mundo quedará en poder del club.

### Uniforme alternativo
En lo que respecta al uniforme alternativo, tradicionalmente se consideró la camiseta roja. En 1995, cuando Umbro era el proveedor de la indumentaria, se implementaron tres uniformes distintos, pasando la casaca roja a ser el tercer uniforme, siendo la alternativa oficial una novedosa casaca azul de fondo con una banda casi vertical roja. El tono azul durará algunos años más, incluso, en el año 2000 se presenta un curioso uniforme con tonos celestes y azules, que imitaban el formato de la lata de Pepsi, por entonces patrocinador principal del club. En 2002, se restablece la roja como alternativa oficial, y desde entonces, temporada tras temporada, a pesar de los novedosos diseños, Nacional posee dos alternativas, siendo oficial la roja, y la tercera opción la azul.

### Uniformes especiales
En 1906, Nacional presentó dos equipos en el Campeonato Uruguayo, y el Team B utilizaba una casaca azul y negra a franjas horizontales. El 13 de septiembre de 2011, Nacional presentó una camiseta celeste en homenaje al cumplirse exactamente ciento ocho años de la primera victoria de la selección uruguaya, representada enteramente por Nacional en aquella oportunidad.
En el mes de septiembre de 2013, con motivo de la conmemoración de los 110 años de esta victoria, el club lanzó una edición limitada de la camiseta celeste, que a diferencia de las anteriores, refleja fielmente el diseño de la utilizada en 1903, adicionando una franja en diagonal de color blanco. Al igual que en el uniforme titular, sobre el escudo se incluyen las tres Copas Intercontinentales como tributo a las máximas conquistas deportivas del club, agregándose en la parte de atrás la bandera de Uruguay junto a la fecha de dicho partido.
Desde 2011 se ha establecido como uniforme titular cuando Nacional oficia de local durante el mes de septiembre.
| Primer uniforme | Segundo uniforme |  | (Ver evolución) |  | Uniforme actual |  | Uniforme Alternativo 1 | Uniforme Alternativo 2 | Septiembre de 2022 |  |

### Simbología
Hace varios años Nacional utiliza en sus uniformes oficiales la inscripción "Decano". Por su parte, en las últimas temporadas incorporó las tres copas intercontinentales encima del escudo, exceptuando para la temporada 2014-15, que reemplazó el tradicional escudo por el mítico "bolsillo". Para la temporada 2013-14 lució en la espalda el logo "Rey de copas", haciendo alusión a sus 21 conquistas internacionales.
En los uniformes de 2010 y 2011 se llevó un logo con un sol y el número 21, en honor a Diego "Oreja" Rodríguez, futbolista del club que falleció en un accidente automovilístico. Por otra parte, para la temporada 2011-12, el club llevó en sus uniformes el logo del Bicentenario de las Instrucciones del año XIII.
En el caso de la camiseta celeste, que Nacional utiliza desde 2011 durante el mes de septiembre, la mayoría suelen llevar alguna inscripción conmemorativa o un logo institucional, que varía en cada edición. La camiseta de 2013 llevó el lema "Somos Uruguay", mientras que la edición de 2014 tuvo un logo con la frase "Primer club criollo de América", en recuerdo de que Nacional es el primer club latinoamericano fundado por nacidos en el mismo país del club.

### Indumentaria y patrocinador
A partir de la década de los 80, Nacional comenzó a utilizar patrocinadores en sus camisetas. A lo largo de su historia, ha portado en sus uniformes los logos de empresas multinacionales de diferentes rubros, como Pepsi, Mercedes-Benz, Volkswagen, Vodafone, Goodyear, 888.com o Fox Sports. En el caso de la cadena televisiva, el acuerdo iba a ser tanto para las competiciones locales como internacionales, pero al final fue el principal patrocinador de Nacional únicamente para la Copa Libertadores.
El vínculo con la marca de bebida estadounidense Pepsi, es uno de los más recordados y significativos, ya que en lugar de ser un simple sponsoreo se trató de una campaña de marketing que incluyó publicidades en televisión, álbumes de fotos, pósteres, etcétera. Entre 1999 y 2002, Pepsi fue el único patrocinador en el uniforme de Nacional, apareciendo su logo en más de una ocasión en la misma camiseta. Durante ese período, Pepsi emitió una serie de publicidades bajo el eslogan "Locura Nacional" y "La vida es siempre tricolor", en los que se buscó identificar a los hinchas Bolsos con la marca, aprovechando la similitud de colores entre la multinacional estadounidense y el tricolor.

## Patrocinio
| Periodo del acuerdo | Proveedor deportivo oficial    | Patrocinador principal            | Patrocinador secundario |
| ------------------- | ------------------------------ | --------------------------------- | ----------------------- |
| 1899-1979           | Ninguno                        | Ninguno                           | Ninguno                 |
| 1980-84             |                                | Ninguno                           | Ninguno                 |
| 1984                |                                | Ninguno                           | Ninguno                 |
| 1985                |                                | Anda                              | Ninguno                 |
| 1986–87             |                                | Ninguno                           | Ninguno                 |
| 1988                | Volkswagen                     |                                   | Ninguno                 |
| 1988-89             |                                | Unión de Bancos Uruguay           | Ninguno                 |
| 1990                |                                | Unión de Bancos Uruguay           | Ninguno                 |
| 1991-92             |                                | Banesto                           | Ninguno                 |
| 1993                |                                | Banesto                           | Ninguno                 |
| 1994-95             | Renner                         |                                   | Ninguno                 |
| 1996-97             | Renner                         |                                   | Ninguno                 |
| 1998                | Renner                         |                                   | Ninguno                 |
| 1998                | Renner                         |                                   | Ninguno                 |
| 1999-00             | Pepsi                          |                                   | Ninguno                 |
| 2001-02             | Pepsi                          |                                   | Ninguno                 |
| 2003                | Ninguno                        |                                   | Ninguno                 |
| 2004                | Goodyear                       |                                   | Ninguno                 |
| 2005                | Goodyear                       |                                   | Ninguno                 |
| 2006                |                                | Mercedes Benz Sinteplast          | Emergencia Uno          |
| 2007                | Claldy Sinteplast              |                                   | Emergencia Uno          |
| 2007-08             | Macri Sport Center Sinteplast  |                                   | Emergencia Uno          |
| 2009-12             | Macri Sport Center Ancel/Antel |                                   | Emergencia Uno          |
| 2013-15             | Antel                          | Emergencia Uno Conaprole Redpagos |                         |
| 2016                | Antel                          | Redpagos Nissan                   |                         |
| 2017                | Antel                          | Redpagos Nissan BBVA              |                         |
| 2018-20             | Antel                          | Nissan BBVA                       |                         |
| 2021–23             | Antel                          | Renault BBVA                      |                         |
| 2024–Actualidad     | Antel                          | Sarubbi BBVA                      |                         |

| Periodo del acuerdo | Patrocinador terciario           |
| ------------------- | -------------------------------- |
| 2003                | Ega                              |
| 2004–2005           | Agencia Central                  |
| 2006–2011           | Turil                            |
| 2008                | Country (short)                  |
| 2012–2016           | Turil Tramontina                 |
| 2016–2021           | Turil                            |
| 2021                | Rexona Turil                     |
| 2022                | Assist Card Rexona Turil         |
| 2023–Actualidad     | DirecTV Assist Card Rexona Turil |

## Infraestructura

### Estadio
Ubicado en el barrio montevideano de La Blanqueada, el Estadio Gran Parque Central, remodelado a principios de 2005, es el campo de juego del Club Nacional de Football. El Gran Parque Central es considerado un escenario histórico. Construido en 1900, es el estadio más antiguo de América y el decimoquinto de todo el mundo. El Parque también fue sede de la selección uruguaya, tanto en fútbol como en otras disciplinas. Desde su creación y hasta el año 1930 fue el principal escenario deportivo del Uruguay, por lo que hasta la inauguración del Estadio Centenario, la selección uruguaya de fútbol oficiaba de local en el Gran Parque Central. El predio cuenta en total con 43 324 metros cuadrados. Allí se ubica el estadio con capacidad de aforo total para 38 000 espectadores e instalaciones completas para dos concentraciones, dos gimnasios, dos canchas de paddle, dos canchas de básquetbol, sala de musculación, sanidad, lavadero, salas de reuniones, dormitorios, baños, comedor, cocina, depósitos, etc.
El Gran Parque Central es comúnmente denominado por la parcialidad tricolor como el primer estadio mundialista. Al respecto, el Templo Tricolor ha recibido varios reconocimientos, entre los que se destaca una placa colocada por la FIFA en 2005 conmemorando la celebración en este estadio del primer partido de la historia de los Mundiales de Fútbol. Para la ocasión acudió una delegación de la FIFA para visitar las obras, encabezada por su presidente, Joseph Blatter, y acompañado por Eugenio Figueredo, Nicolás Leoz, Ricardo Teixeira y Julio Grondona. Dicho monolito fue colocado en la salida del túnel que conecta a los vestuarios con la cancha, y en el año 2011 fue trasladado junto con otros reconocimientos para el nuevo sector, denominado "Quinta de la Paraguaya", que se encuentra en los accesos a la tribuna oficial. Esta plazoleta se inauguró para conmemorar los doscientos años de que José Artigas fuese nombrado como «Jefe de los Orientales», en el terreno donde actualmente se ubica el Parque Central. También ha recibido reconocimientos de portales especializados. En 2014, el sitio Impedimento.org elaboró una lista de los 33 estadios imperdibles de América del Sur y colocó al Gran Parque Central en la primera ubicación. El portal expresa que «hay pocos estadios tan pesados en términos de historia» como el escenario tricolor.
Para encuentros que se supone puedan tener asistencias que excedan la capacidad del Parque Central, se utiliza el Estadio Centenario, de propiedad municipal ubicado en el Parque Batlle de Montevideo e inaugurado 18 de julio de 1930. Posee una capacidad total de 60 235 espectadores (incluyendo el talud), mientras que el terreno de juego tiene dimensiones de 110 x 70 m. Durante el año 2013 culminaron las obras de ampliación en la tribuna Héctor Scarone (segunda bandeja) y el «codo» que une las tribunas Abdón Porte y Atilio García aumentando notoriamente la capacidad locativa de El Parque —como se lo conoce popularmente—. Desde fines de 2012, Nacional promueve la inclusión del Gran Parque Central como segundo estadio de la sede Montevideo para la candidatura de Uruguay y Argentina con miras a la realización de un futuro mundial en 2030. El argumento que se presentará para que la FIFA avale el pedido tricolor será la historia del escenario deportivo como El primer estadio mundialista. La idea de Nacional es que el Parque vuelva a recibir el partido inaugural de la copa como lo hizo en 1930 junto con el desaparecido Estadio Pocitos.

### Sede Social

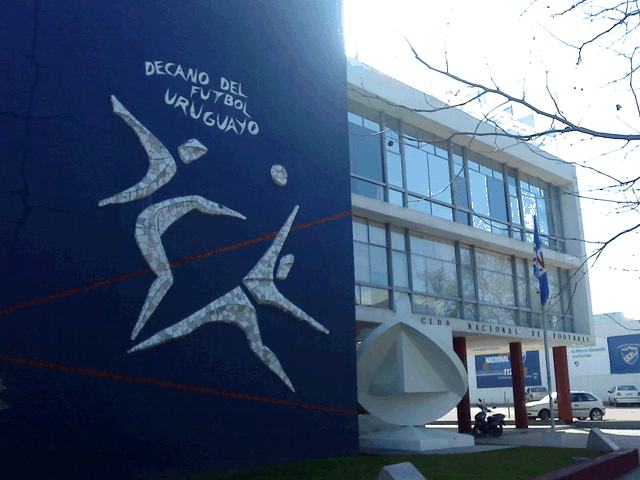
El Palacio del Cristal o La Sede de vidrio es la sede del Club Nacional de Football.

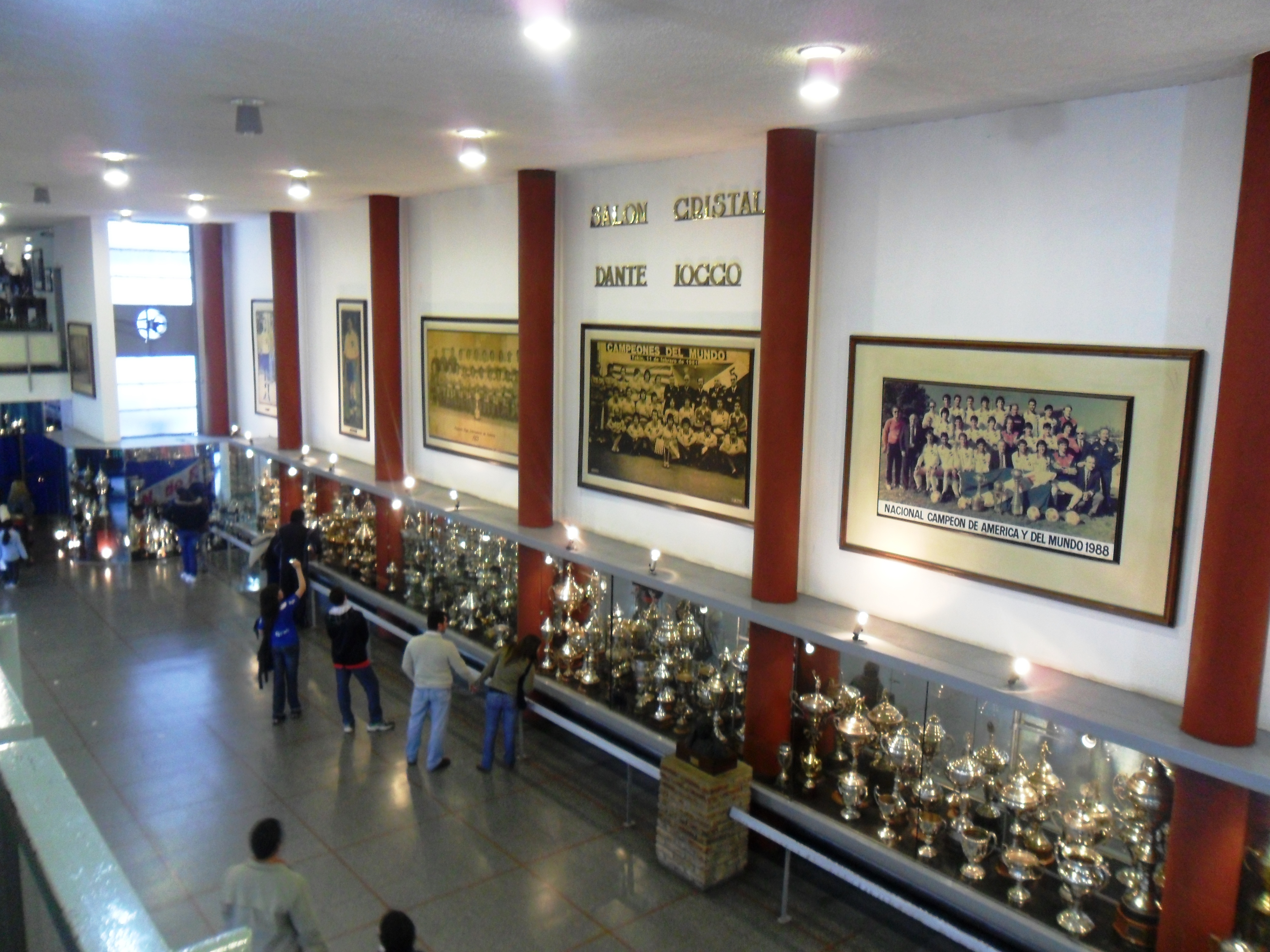
Interior del Salón del Cristal Dante Iocco.

Ubicada en una manzana adyacente al Gran Parque Central, y también conocida como el «Palacio de Cristal», la sede social fue inaugurada el 25 de abril de 1957 bajo la presidencia de José Añón y se trata de un destacado edificio de arquitectura moderna, obra del arquitecto Ildefonso Aroztegui. La entrada principal se encuentra sobre la Avenida 8 de Octubre, en el barrio La Blanqueada, en el centro geográfico de Montevideo. Allí se exhiben en sus vitrinas todos los trofeos que obtuvo el club a lo largo de su historia. La sede original era de 3.475 metros cuadrados, pero tras gestiones iniciadas en 2018 por el expresidente tricolor Eduardo Ache y continuadas por el mandatario José Decurnex, el 1 de junio de 2021 se inauguró el uso de la sede como un club social, con actividades deportivas que puedan desarrollar sus asociados. Actualmente la sede del club posee 4371 metros cuadrados, y al finalizar las obras tendrá 7.975 metros cuadrados totales, para poder recibir la actividad de hasta 10.000 socios. Para esta reforma, se construirán además dos piscinas y ocho gimnasios, y también se proyecta que la sede (que se ubica a una calle de distancia del estadio de Nacional), se conectará directamente con el Parque Central.
El club social cuenta actualmente con 4 canchas de tenis, 2 canchas de césped sintético, piscina abierta, gimnasio polideportivo, sala de preparación física de planteles competitivos, espacio outdoor de multideportes, salas de musculación, sala de spinning, 3 gimnasios fitness, vestuarios, azotea multi deportes, salones fitness, gimnasio polideportivo y gimnasio de juego para niños. Adicionalmente, el 15 de agosto de 2022 se inauguraron dos piscinas cerradas, una de 10 x 12,5 metros y otra semi olímpica de 25 metros de largo con 6 andariveles, ambas de 1,30 metros de profundidad, dando por finalizada la fase dos del proyecto de club social.

### Ciudad Deportiva Los Céspedes
A una distancia de doce kilómetros del centro de Montevideo, el complejo deportivo fue denominado así en recuerdo y homenaje a la familia Céspedes, símbolos del club en sus primeros años de vida. Fue adquirido en 1968 bajo la presidencia de Don Miguel Restuccia y actualmente es un complejo deportivo de veintidós hectáreas que posee cinco canchas de fútbol donde entrenan los planteles del club, gimnasio con sala de musculación, comedor, cocina, chalet para el cuerpo técnico, dormitorios, baños y salas para jugadores de Primera y Tercera División, Sanidad, depósito, garaje, lavandería, etcétera. El 14 de mayo de 2015 se inauguró en los Céspedes la primera cancha de césped sintético FIFA propia de un club en el Uruguay. La nueva cancha apunta principalmente a las divisiones formativas, se trata de un terreno de juego con medidas oficiales de calidad FIFA 2 estrellas (la máxima que otorga el ente rector del fútbol mundial para este tipo de obra). Recientemente se construyeron 700 metros de muro en hormigón, lo que permite el cercado perimetral del complejo mejorando ampliamente la seguridad y privacidad. Esto se enmarca en la primera etapa de las obras de remodelación proyectadas por el club. Actualmente el complejo cuenta con ocho campos de juego, uno de ellos con tribunas y vestuarios para los partidos de divisiones juveniles, con caminería interna y riego propio. Como parte del Plan Maestro de Obras que se lleva a cabo desde 2013, recientemente se inauguró una piscina y un gimnasio de 550 mts2 con aparatos y piso de última generación, el cual cuenta con un sector funcional y otro de rehabilitación. Este Gimnasio Mayor será utilizado no sólo por el plantel principal sino también por las juveniles y el fútbol femenino. Las obras continuarán en el futuro para seguir transformando los Céspedes en una ciudad deportiva de primer nivel. Lo próximo a realizar para culminar la etapa 1 denominada "Misión Walter Ferreira" es un nuevo vestuario, utilería, concentración y sanidad.

### Residencia de juveniles
Originalmente la ubicación de la residencia de formativas era lindera a la sede social. Allí Nacional alquilaba una casa para alberga a los futbolistas de divisiones juveniles que provienen del interior del país o del exterior. A esa casa se la denominó Eugenio Galvalisi, en homenaje a un futbolista del club de los años 1940. Años anteriores, los jóvenes que provenían del interior del país vivían en las instalaciones del Parque Central antes de que fuera reformado y luego estaban alojados en una casa ubicada en la calle Durazno. Por su gran comodidad y su cercanía con la sede se decidió instalarse en dicha casa, que contaba con cinco habitaciones, cuatro baños, sala de lectura e informática, sala de trabajos administrativos y otros servicios adicionales, además d eun amplio fondo. La permanencia en la residencia de los jóvenes depende de su buen comportamiento, de su desempeño futbolístico y de su rendimiento en los estudios. El alquiler de dicha casa finalizó, y Nacional instaló su nueva residencia dentro de las instalaciones del Parque Central (entre las tribunas Atilio García y Héctor Scarone). La construcción de este complejo comenzó en 2021 y proyecta la realización de un codo por encima de dicha estructura, semejante al existente entre la tribuna Atilio García y la tribuna Abdón Porte.

### Sección Tenis del Parque Central
La sección tenis del Parque Central, ubicada en la misma manzana del estadio de fútbol —detrás de la Tribuna Abdón Porte— en la Calle Gral. Urquiza entre J. Cibils y Cdte. Braga Portón 1 tiene sus orígenes desde la década del treinta, en donde un grupo de ingleses fundaron un Club de Tenis que contaba con cuatro canchas. Más adelante fue incorporado al Parque Central e integrado al Club Nacional de Football, como una sección independiente. A partir de 1942 se realizan ampliaciones, llegando al día de hoy con diez canchas para la práctica del mencionado deporte, donde se han disputados campeonatos menores de la ATP y hasta partidos por la Copa Davis, gimnasio, una piscina, club house e instalaciones completas con unos cuatrocientos cincuenta metros cuadrados de construcciones. También se maneja una escuela de tenis y cuenta con vestuarios climatizados, gimnasio y piscina.

### Casa de la familia Caprario
Es la casa de Ernesto Caprario, socio fundador del Club Nacional de Football. Es allí en donde fue fundado la institución. Se encuentra en la calle Soriano N.º 922, al lado del hoy Teatro Verdi, en el departamento de Montevideo. En 2000, bajo la presidencia de Dante Iocco, la directiva del club anunció el lanzamiento de una campaña de recolección de fondos tendiente a la adquisición de la casa Caprario, donde fue fundado el club y en donde funcionara la primera sede de la institución. El precio de la casa era de 105 000 dólares americanos. La idea era convertirla en un museo dedicado a la historia de Nacional. El 5 de septiembre de 2000 Nacional adquirió la propiedad de la casa. En 2002 un grupo de connotados asociados de Nacional, entre quienes se destacan Dante Iocco, Miguel Restuccia, Ceferino Rodríguez, Daniel Scheck, Enrique Tarigo y Washington Nion, presentaron una nota a la Comisión del Patrimonio Cultural y Artístico de la Nación, solicitando que la Casa de los Caprario, sea declarado Monumento Histórico Nacional.

### Complejo Club Nacional de Football Universitario
El 14 de mayo de 1966 se fundó el Club Nacional de Football Universitario, por un núcleo de estudiantes universitarios que por sus venas corría sangre tricolor y que actuaban con pasión, compromiso y trabajo en equipo, como aquel de 1899.
En 1992 el Club Nacional Universitario adquirió un predio ubicado en el kilómetro 28 500 de la ruta nacional 101 para la construcción de un complejo deportivo de alto nivel. Actualmente el Complejo Deportivo de Nacional Universitario cuenta con tres canchas de fútbol con medidas reglamentarias (una de césped sintético) en excelentes condiciones y con piso estupendo. Cuenta con una piscina abierta de grandes dimensiones, un Club House amplio y de estilo, apto para recepciones y fiestas. Posee amplios vestuarios con duchas y jacuzzis, decorados con cerámica italiana y finas terminaciones. Este complejo es utilizado en ocasiones por el Club Nacional de Football para entrenamiento del equipo principal.

## Hinchada
La hinchada de Nacional, conocida popularmente como La Banda del Parque, es una de las más grandes y representativas de Uruguay, disputándose el primer lugar con la hinchada de Peñarol. Tiene una fuerte militancia con el club, habiendo organizado varios eventos para apoyar a la institución. Además, varios hinchas le han compuesto canciones en su honor, como forma de expresar la pasión que despierta el club, e incluso han colaborado en las obras de reconstrucción de su estadio. El club es conocido por su hinchada numerosa y entusiasta. A su vez, los hinchas tricolores suelen acompañar al equipo, a pesar de que en ocasiones los resultados deportivos no sean los mejores.

### El primerhincha

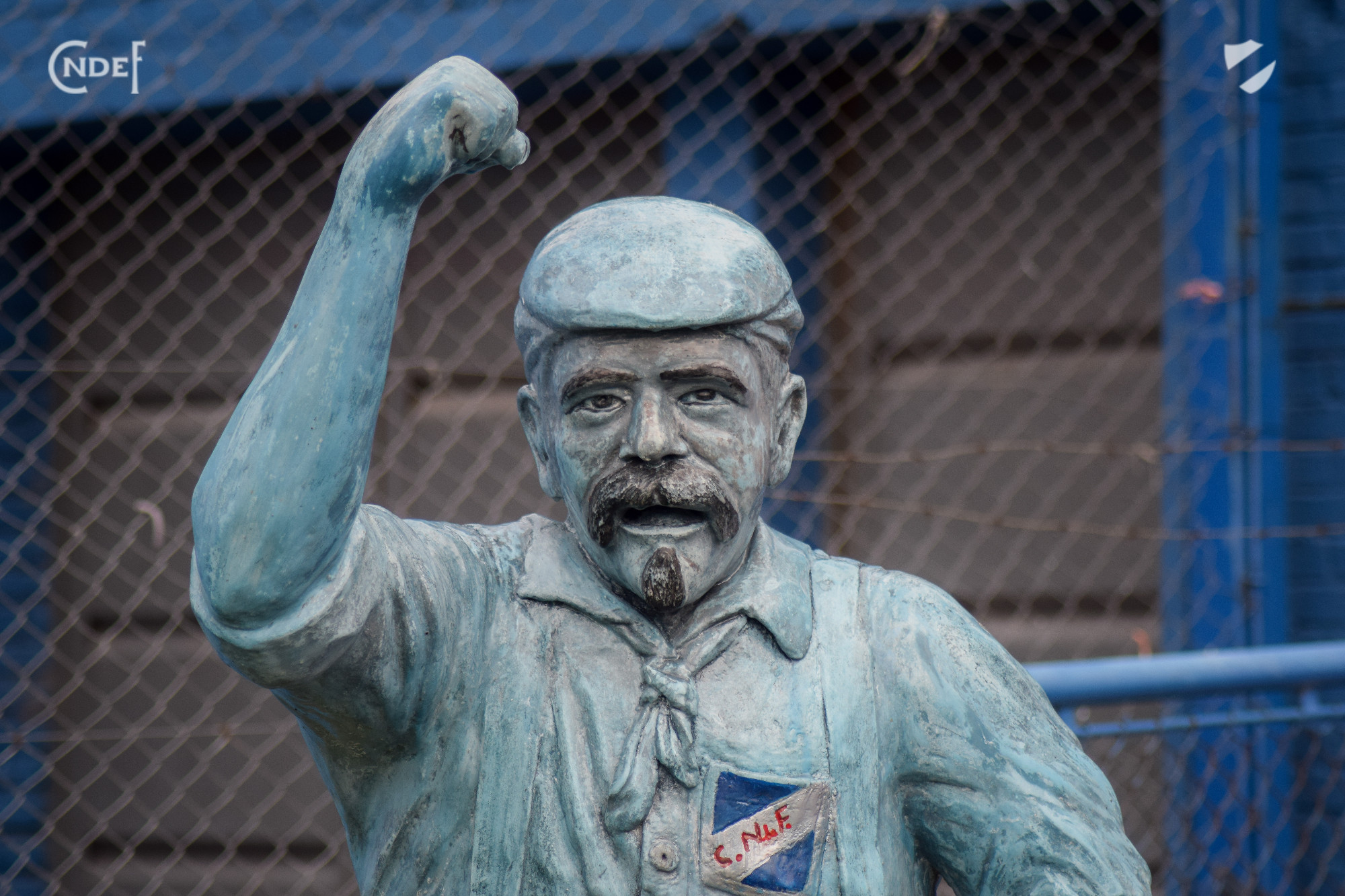
Estatua de Prudencio Reyes en el Gran Parque Central.

El primer hincha de la historia del fútbol mundial fue un aficionado de este club. El utilero de comienzos del siglo XX, Prudencio Miguel Reyes, era famoso por su continuo aliento al equipo tricolor. Los parciales que concurrían a los encuentros lo reconocían por una de las principales tareas de los utileros: «inflar» las pelotas, «hincharlas» —como se dice en lunfardo rioplatense—. La gente comenzó a referirse a Reyes como «el hincha». Es de ahí que surge la palabra «hincha», utilizada en el mundo hispanohablante para designar a los seguidores de los equipos de fútbol. Por este motivo, la hinchada de Nacional se autodenomina como La Primera Hinchada del Mundo.

### Abdón Porte

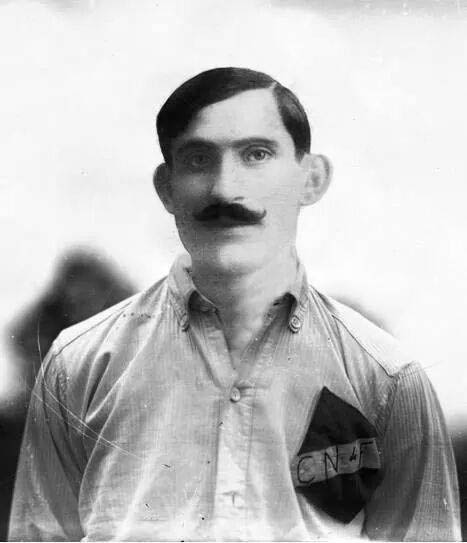
Abdón Porte vistiendo la camiseta de Nacional.

Abdón Porte fue un mediocampista defensivo fue múltiple campeón tanto en el plano nacional como internacional con Nacional y además campeón de la Copa América de 1917 con la selección uruguaya. En el año 1918, Abdón Porte, jugador símbolo de la institución, se suicidó en el círculo central del estadio Gran Parque Central, debido a que debía retirarse del equipo principal por su edad.
Este acto tuvo variadas repercusiones. Fue reflejado en el cuento Juan Polti del escritor uruguayo Horacio Quiroga. Nacional denominó Abdón Porte a la tribuna oeste del Gran Parque Central, y en los partidos jugados en ese estadio se puede ver en su tribuna una bandera que reza «Por la sangre de Abdón» y tiene el rostro del ídolo. Además se puede ver en la bandera gigante hecha con la contribución de los hinchas. El 5 de marzo de 2008 el Correo Uruguayo emitió un sello en su honor. El 18 de agosto de 2013 la hinchada de Nacional realizó un mosaico en la tribuna Atilio García en la que se veía el rostro de Abdón Porte.

### La toma de Porto Alegre
En la Copa Libertadores de 1980, Nacional obtuvo su segunda conquista luego de 9 años, tras vencer al Sport Club Internacional. La primera final de la copa se disputó en la ciudad de Porto Alegre el 30 de julio de 1980, finalizando en empate en cero. El equipo de Nacional llegó a la Capital del Estado de Río Grande do Sul, acompañado por cerca de 30 000 fanáticos, que sacudieron las tribunas del Estadio Beira-Rio. Este acontecimiento de tales dimensiones, se le conoce popularmente como La toma de Porto Alegre. Por otra parte, el partido de vuelta fue victoria para el Bolso por la mínima diferencia, con gol de Waldemar Victorino.

### La bandera más grande del mundo
A finales de 2010, una iniciativa de parciales de Nacional apuntó a que el tricolor tuviera un enorme telón, como ya sucediera once años atrás con la bandera de los cien años. Luego de recaudar 55 mil dólares entre los hinchas, mediante colaboraciones organizadas por la propia hinchada, y de ser confeccionada enteramente en Uruguay, el 4 de abril de 2013 se estrenó la «Bandera más grande del mundo», que ingresó al Récord Guinness. Se inauguró en el marco del penúltimo partido del grupo 1 de la Copa Libertadores de 2013 frente a Toluca ante 50.000 espectadores, encuentro en el que el bolso se impuso por 4 a 0 y aseguró su pasaje a los octavos de final. El gigantesco telón mide 600 metros de largo por 50 de alto, totalizando 30 000 metros cuadrados, y cubrió tres de las cuatro tribunas del mítico Estadio Centenario —Tribuna Colombes, Tribuna Olímpica y Tribuna Ámsterdam—.
La bandera tricolor se desplegó en dos oportunidades, antes del inicio del primer y segundo tiempo. El estreno de la bandera gigante ya se había frustrado en dos oportunidades por pronósticos de lluvias —ante Deportes Iquique y Liga de Loja por la Copa Sudamericana 2012—.
La bandera pesa aproximadamente 5000 kilos y se necesitaron cuatrocientos hinchas para transportarla. Posee los colores del club, con una franja superior de color rojo, una franja inferior de color azul, y una gran franja blanca en el centro. En la franja blanca se ilustran el escudo del club, la bandera de Uruguay, la bandera de Artigas, los títulos internacionales ganados, el Parque Central y al mítico Abdón Porte, además de los nombres de las más de 5000 personas que colaboraron para recaudar los 55 000 dólares que costó la realización.
 Tiene escritas las frases «Padre y decano del Fútbol Uruguayo», «El primer club criollo de América», «Al bolso lo hace grande su gente», «La Banda del Parque nunca abandona», «El verdadero Rey de Copas» y «Más títulos oficiales internacionales y locales». La noticia recorrió el mundo, haciendo eco en varios países como por ejemplo en Argentina, Brasil,Chile, Perú, Honduras, México, Estados Unidos, Grecia, España, Francia, Reino Unido, y Bélgica. La bandera más grande del mundo se volvió a desplegar en el encuentro disputado entre Nacional y Atlético de Madrid por la Copa EuroAmericana.

### Apodos

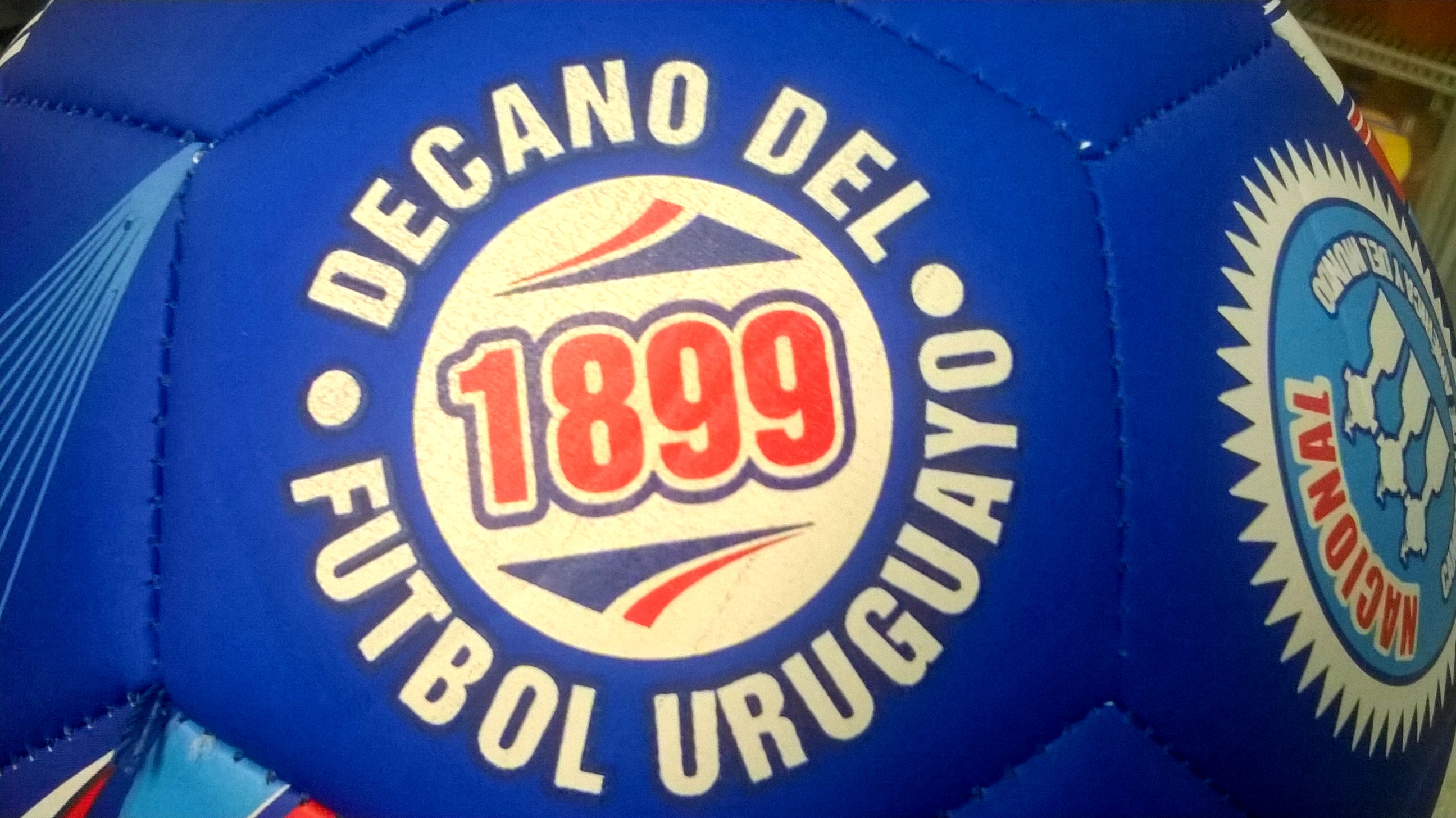
El lema Decano del Fútbol Uruguayo se encuentra presente en muchos de los artículos deportivos del club.

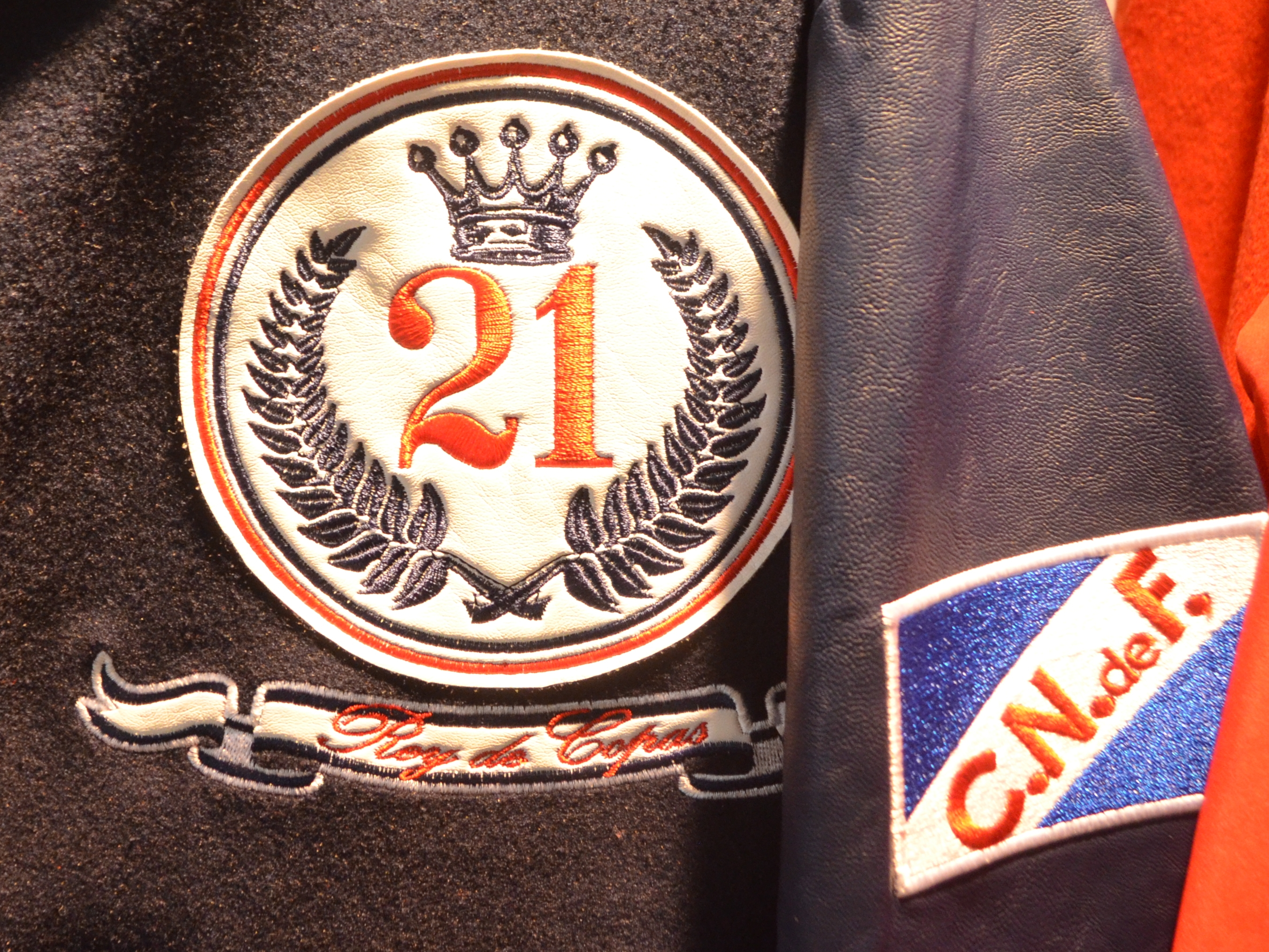
El club es apodado Rey de Copas en alusión a sus títulos locales e internacionales.

- Albo: En razón de su casaca alba —blanca— el club rápidamente adoptó este sobrenombre en los primeros tiempos del fútbol uruguayo.[1]
- Tricolor: También conocido diminutivamente como El Trico, o tricolores en su versión en plural, para referirse a sus hinchas. Con el paso de los años, empezó a destacarse más la condición Tricolor del club, recordándose la importancia atribuida a los 3 colores desde su fundación.[1]
- Bolsilludo: El club empezó a ser apodado de esta forma en virtud del bolsillo en su casaca. Con el tiempo, especialmente en las últimas décadas del siglo XX el término bolsilludo fue simplificándose en Bolso, siendo este el apodo más conocido para el club y para sus hinchas.[1]
- Bolso: Este apodo se utiliza como diminutivo de Bolsilludo.[2]
- Decano: Término usado para referirse a los orígenes del club. Si bien no hay una resolución oficial al respecto, y son pocas las menciones como tal en la prensa o documentación nacional por ser un tema controvertido,[197][198] a nivel internacional el club es indiscutiblemente apodado como Decano.[199][200][201][202][203][204][205][206][207][208] Algunos se refieren al club como «El Decano» o «El Decano del Fútbol Uruguayo». Incluso el club utiliza el término como lema propio. Las publicaciones partidarias más importantes llevan Decano como nombre, como la página web Decano.com o la revista Decano. Si bien a Nacional se lo apoda Decano, la utilización de este término está involucrada en la discusión del decanato. En los últimos tiempos, ha pasado que la Conmebol ha saludado a Nacional por triunfos deportivos o aniversarios de fundación mencionándolo como "decano del fútbol uruguayo" y luego ha tenido que retirar dichos saludos, por generar reacciones negativas en los hinchas de su tradicional rival, Peñarol.[209][210]
- La Blanca: Sobrenombre popularizado a finales del siglo XX y comienzos del siglo XXI, hace referencia, una vez más, al color de la camiseta. A diferencia de los sobrenombres anteriores, este apodo solo se refiere a la camiseta o al equipo, pero no a sus hinchas.[211]
- Parquenses: En referencia al estadio del club, el Gran Parque Central, por ello los hinchas también son conocidos como «los del Parque».[212][213]
- Rey de Copas: Se le llama así en alusión a sus títulos nacionales e internacionales, o sus 167 títulos oficiales.[4][195][196]
- El Equipo Criollo: En los inicios del club, era usual referirse a la característica que definió al equipo desde su fundación, formar un club para los uruguayos, en un fútbol dominado por los conjuntos británicos en aquellos finales del siglo XIX, por lo que es conocido como El Primer Equipo Criollo de América.[214]
- El club de los Céspedes: Ocasionalmente se le llama de esta manera en alusión a Los hermanos Céspedes; fueron tres futbolistas de comienzos del siglo XX y en los primeros años de vida de la institución; principales impulsores del Nacional campeón de los primeros campeonatos uruguayos de su historia, en 1902 y 1903. Su vinculación con el Club era tan grande, que al club le valió este apodo, concepto que aún se sigue usando.[215]
- La Cantera Inagotable: Término usado para referirse a las divisiones formativas del club.[216]

Además, se utilizó el apodo «La Máquina» o «La Máquina Blanca» para referirse al equipo de estrellas formado en 1933, que marcó la antesala del Sudamericano de selecciones en Lima, en 1935.

### Encuesta sobre hinchas
A lo largo de la historia nunca se llegó a una certeza del tema, el cual ha sido de mucha discusión para los uruguayos a la hora de preguntarse quien es la mitad más uno. Diversos estudios y encuestas se han realizado, dando resultados a favor de uno y el otro, llegando a la conclusión que entre los dos equipos más populares del Uruguay hay una clarísima paridad, casi imposible de aclarar. En el año 2009, fue realizada durante un período de tres semanas una encuesta en la página web sportsvs.com, la cual dio como ganador a Nacional por escaso margen. En la misma participaron 126 798 personas, principalmente de los dos clubes grandes del fútbol uruguayo. Ante la pregunta «¿Quién tiene más hinchas?», 63 840 votaron a favor de Nacional. Peñarol, por su parte, alcanzó 62 958. En términos porcentuales esto representa que Nacional tuvo 50,35% de los votos y Peñarol 49,65%.

### Canciones
Gerardo Matos Rodríguez, autor del famoso tango «La cumparsita», le compuso al club el tango Nacional for ever en 1917, para festejar la obtención de la primera Copa Uruguaya en propiedad. En 1951 Julio Martel es convocado por la orquesta de José Puglia y Edgardo Pedroza para grabar el tango Nacional, en el que relata una especie de lección de historia al hacer referencia a varios hitos del club, como la gira por Europa y la primera victoria de la selección uruguaya, en la que el equipo uruguayo estaba conformado por los once jugadores de Nacional. Además nombra a jugadores emblemáticos como Héctor Scarone, José Nasazzi y Pedro Petrone. Jaime Marella hizo un candombe llamado 13 de setiembre en honor a la primera victoria de la selección uruguaya.
En 1999, con el impulso de Dante Iocco, el publicista Elbio Acuña compone la letra de La canción del Centenario, en conmemoración de los 100 años de la fundación de Nacional. Esta canción es popularmente conocida por la interpretación del Canario Luna, aunque también hay una versión de la murga Los del Parque. A finales de 2011, Nacional emitió un aviso por televisión de una versión de esta canción, con el mismo ritmo pero con una nueva letra, cantada por los jugadores del plantel principal, las divisiones juveniles e infantiles, el equipo femenino y el equipo de básquetbol en agradecimiento a la hinchada. Además cantan Sebastián Coates, Luis Suárez, Sebastián Abreu y Rubén Sosa. Otras canciones emblemáticas son Saquen los pañuelos de Carlos Soto, Tricolores, tricolores de Carlos Modernell y Nació de un grito de Ernesto Eastman. Se han realizado canciones hacia jugadores emblemáticos, como por ejemplo a Rubén Sosa la canción El principito de la alegría, a Sebastián Abreu la canción Loco el 13 y a Álvaro Recoba la canción Gracias Chino, todas estas compuestas por Daniel Núñez. En enero de 2012, se editó un disco con diez canciones dedicadas a Nacional, interpretadas por la murga «Los del Parque».

### Filiales
Posee filiales oficiales en los diecinueve departamentos del Uruguay, llegando a un total de ciento cuatro. También tiene filiales en Argentina, Paraguay, Chile, Canadá, Cataluña, Galicia, Florida Nueva York, Valencia y Madrid. En 2010, la comisión directiva del club sesionó en la sede de la filial en Argentina, ubicada en Buenos Aires, siendo esta la primera vez que se realizara dicho acontecimiento fuera de Uruguay. Las filiales no sólo son un ámbito de encuentro de hinchas de Nacional en lugares lejanos a Montevideo, sino que han realizado varios actos de militancia como la captación de nuevos socios y el aporte de materiales para las divisiones formativas e infantiles.

## El clásico

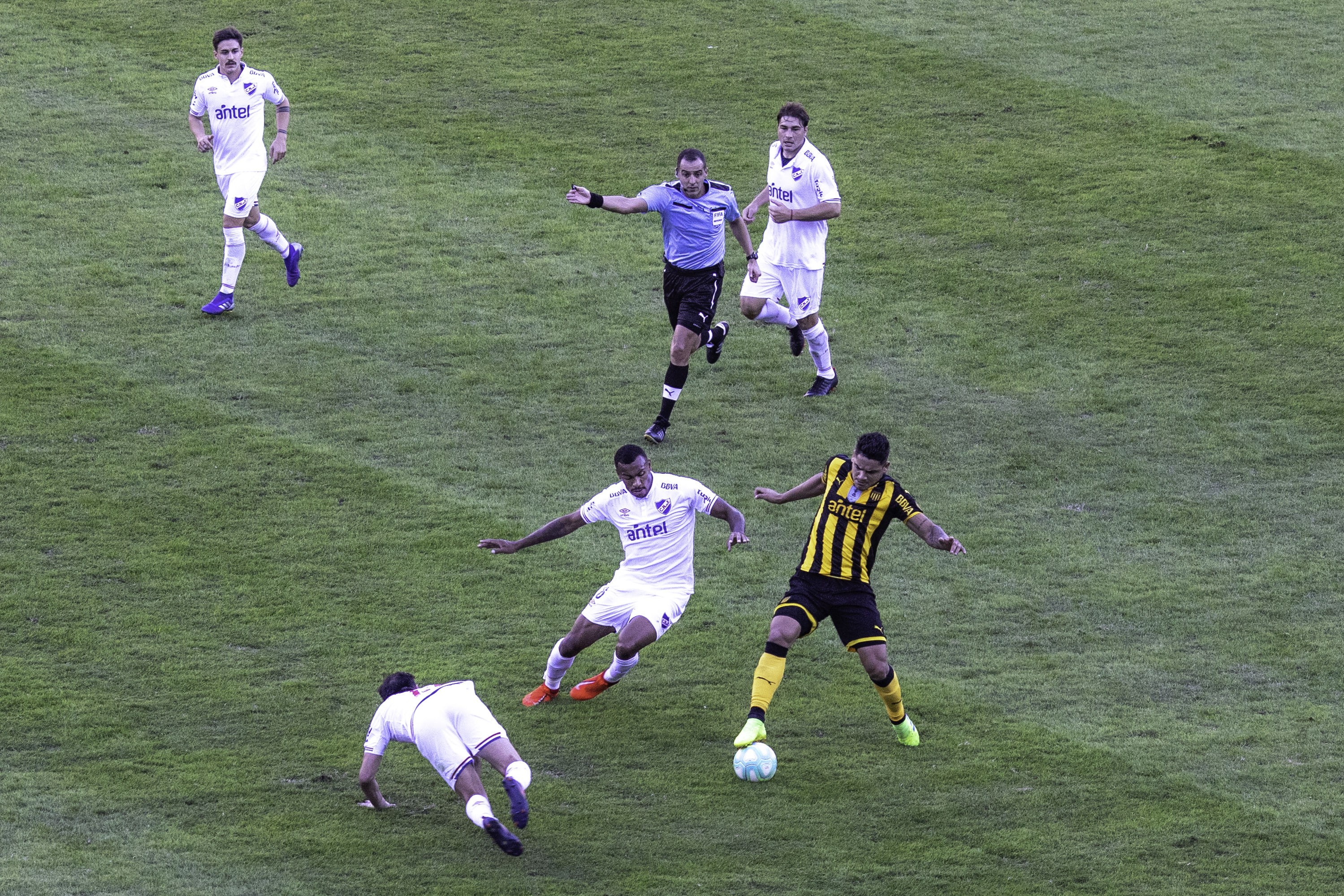
Nacional durante un partido contra Peñarol.

En cuanto a las confrontaciones con Peñarol, acérrimo rival de los tricolores, Nacional ostenta varios récords dignos de mención. Un ejemplo es el de haber estado dieciséis clásicos invicto entre los años 1971 y 1974. Así mismo, tiene el récord de haber ganado diez clásicos consecutivos por el Campeonato Uruguayo entre los años 1939 y 1942. Entre estos diez clásicos aparece la mayor goleada registrada en la historia de los Nacional - Peñarol: el 14 de diciembre de 1941 Nacional vence 6:0 a Peñarol, en una jornada que se recuerda como el Día del 10 a 0 porque además de los seis goles del partido de Primera División, Nacional le ganó 4:0 a Peñarol en el partido de Reserva. Nacional posee el máximo goleador clásico de la historia: el argentino Atilio García, con 34 goles. Es también el equipo que ganó más finales clásicas, y el que ganó más clásicos de atrás —partidos en los que comenzó en desventaja para terminar triunfando—.
Dentro de los tantos clásicos recordados a lo largo de la historia se encuentra la final por el Campeonato Uruguayo de 1933 del 27 de mayo de 1934 recordada como la del gol de la valija, por una curiosa jugada sucedida en ese partido. En determinado momento avanzó Peñarol y el centro rasante salió de la cancha, rebotó en la valija de Juan Kirschberg, kinesiólogo del bolso, y volvió a la cancha. Braulio Castro, de Peñarol, por las dudas, empujó el balón hacia el arco. El árbitro, Telesforo Rodríguez, hizo extrañas señas, que nadie entendió, entonces creyeron que había cobrado gol, se formó un tumulto y fueron expulsados Labraga y Nasazzi, ambos de Nacional. El encuentro fue suspendido, porque ya no había luz natural para proseguir con su disputa. El partido se continuó el 25 de agosto y es recordado como el clásico de los Nueve contra Once ya que Nacional debió afrontar el mismo con 9 futbolistas durante los 84 minutos faltantes. El técnico húngaro Américo Sziguetti diagramó una brillante estrategia para minimizar la diferencia de hombres, y Nacional dominó táctica y anímicamente el partido, incluso tuvo las mejores opciones, finalizando el partido con un hazañoso 0:0. Finalmente, el torneo se definió el 18 de noviembre. Peñarol vencía 0:2 al finalizar el primer tiempo, y todo hacía suponer que sería el campeón, sin embargo, en el segundo tiempo, aparecieron tres goles del Manco Castro para el 3:2 final y la inolvidable vuelta olímpica tricolor. Teniendo en cuenta la discusión del decanato, donde la institución no reconoce oficialmente al extinto CURCC como antecesor del Club Atlético Peñarol, se plasman los siguientes números estadísticos: 515 partidos jugados, con 169 victorias, 174 derrotas y un restante de 172 empates.
Nacional, si bien actualmente no lleva la delantera en el historial del clásico, mantuvo la hegemonía durante la mayor parte de la historia, desde 1913 hasta la década de los ochenta.

## Palmarés

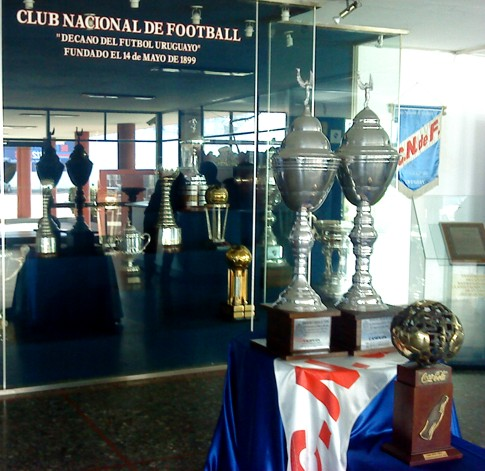
Al frente de la imagen, la Copa Uruguaya 2010-11. Al fondo, otros trofeos obtenidos por Nacional, entre ellos la Copa Libertadores y la Copa Intercontinental.

Nacional es el club que ha ganado más títulos oficiales a nivel local con ciento cuarenta y cuatro, contando además de los 49 campeonatos uruguayos, otros 95 trofeos también otorgados por la Asociación Uruguaya de Fútbol. Esta organiza campeonatos oficiales desde 1900, tratándose hasta 1931 de torneos amateurs, y desde 1932 de torneos profesionales. El club cuenta con diecinueve títulos internacionales. Nueve de ellos corresponden a torneos organizados por Conmebol y FIFA, y los diez restantes a torneos organizados conjuntamente entre la AFA y la AUF.
Nota: en negrita competiciones vigentes en la actualidad. Indicado el récord del torneo  y el compartido 
Torneos nacionales (144)
| Competición nacional                 | Competición nacional | Títulos | Subcampeonatos |
| ------------------------------------ | -------------------- | --- | --- |
| Campeonato Uruguayo                  | 49                   | 1902, 1903, 1912, 1915, 1916, 1917, 1919, 1920, 1922, 1923, 1924, 1933, 1934, 1939, 1940, 1941, 1942, 1943, 1946, 1947, 1950, 1952, 1955, 1956, 1957, 1963, 1966, 1969, 1970, 1971, 1972, 1977, 1980, 1983, 1992, 1998, 2000, 2001, 2002, 2005, 2005-06, 2008-09, 2010-11, 2011-12, 2014-15, 2016, 2019, 2020, 2022. | 1901, 1905, 1913, 1918, 1921, 1929, 1931, 1935, 1936, 1937, 1938, 1944, 1945, 1949, 1951, 1953, 1954, 1958, 1959, 1961, 1962, 1965, 1967, 1968, 1973, 1974, 1975, 1978, 1979, 1981, 1982, 1986, 1987, 1989, 1990, 1991, 1995, 1996, 1999, 2003, 2004, 2009-10, 2015-16, 2018, 2021, 2024. (45) |
| Torneo Apertura                      | 12                   | 1997, 1998, 1999, 2000, 2002, 2003, 2004, 2008, 2009, 2011, 2014, 2018. | 2005-06, 2010-11, 2015-16, 2017, 2020, 2021, 2022, 2023, 2025. (9) |
| Torneo Clausura                      | 8                    | 1995, 1996, 1998, 2001, 2006, 2011, 2019, 2022. | 1994, 1999, 2011-12, 2018, 2021. (5) |
| Torneo Intermedio                    | 5                    | 2017, 2018, 2020, 2022, 2024. | 2025. (1) |
| Supercopa Uruguaya                   | 3                    | 2019, 2021, 2025. | 2018, 2020, 2023. (3) |
| Torneo de Honor                      | 15                   | 1935, 1938, 1939, 1940, 1941, 1942, 1943, 1946, 1948, 1955, 1957, 1958, 1961, 1962, 1963. | |
| Torneo Competencia                   | 10                   | 1934, 1945, 1948, 1952, 1958, 1959, 1961, 1962, 1963, 1989. | 1941, 1946, 1949, 1953, 1955, 1956, 1957. (7) |
| Liguilla Pre-Libertadores de América | 8                    | 1982, 1990, 1992, 1993, 1996, 1999, 2007, 2008. | |
| Torneo Cuadrangular                  | 7                    | 1952, 1954, 1956, 1958, 1962, 1964, 1967. | |
| Copa Competencia                     | 7                    | 1912, 1913, 1914, 1915, 1919, 1921, 1923. | |
| Copa de Honor                        | 7                    | 1905, 1906, 1913, 1914, 1915, 1916, 1917. | |
| Liga Mayor                           | 3                    | 1975, 1976, 1977. | |
| Copa León Peyrou                     | 3                    | 1920, 1921, 1922. | |
| Campeonato Nacional General Artigas  | 2                    | 1961, 1962. | 1960. (1) |
| Campeonato Ingeniero José Serrato    | 1                    | 1928. | |
| Copa Albion                          | 1                    | 1919. | |
| Torneo Fermín Garicoits              | 1                    | 1965. | |
| Torneo Ciudad de Montevideo          | 1                    | 1973. | |
| Torneo Campeones Olímpicos           | 1                    | 1974. | |
| Campeonato Estadio Centenario        | 1                    | 1983. | |

Torneos internacionales (19)
| Competición internacional             | Competición internacional | Títulos                 | Subcampeonatos              | Subcampeonatos |
| ------------------------------------- | ------------------------- | ----------------------- | --------------------------- | -------------- |
| Copa Intercontinental                 | 3                         | 1971, 1980, 1988.       |                             | [ n 5 ]        |
| Copa Libertadores de América          | 3                         | 1971, 1980, 1988.       | 1964, 1967, 1969. (3)       | [ n 5 ]        |
| Copa Interamericana                   | 2                         | 1972, 1989.             | 1981. (1)                   | [ n 5 ]        |
| Recopa Sudamericana                   | 1                         | 1989.                   |                             | [ n 5 ]        |
| Supercopa Sudamericana                | 0                         |                         | 1990. (1)                   | [ n 5 ]        |
| Copa de Honor Cusenier                | 4                         | 1905, 1915, 1916, 1917. | 1906, 1913. (2)             | [ n 6 ]        |
| Copa Dr. Ricardo C. Aldao             | 3                         | 1916, 1919, 1920        | 1917, 1939, 1941, 1947. (4) | [ n 6 ]        |
| Cup Tie Competition                   | 2                         | 1913, 1915.             | 1912, 1919. (2)             | [ n 6 ]        |
| Copa de Confraternidad Escobar-Gerona | 1                         | 1945.                   |                             | [ n 6 ]        |

Torneos internacionales juveniles (1)
| Competición internacional | Competición internacional | Títulos | Subcampeonatos | Subcampeonatos |
| ------------------------- | ------------------------- | ------- | -------------- | -------------- |
| Copa Libertadores Sub-20  | 1                         | 2018.   |                |                |

## Estadísticas
Nacional es el club uruguayo con mayor cantidad de títulos (nacionales e internacionales) oficiales en la historia, con 166 conquistas (144 nacionales y 22 internacionales). Dentro de sus títulos nacionales, se destacan sus 49 Campeonatos Uruguayos. En el plano local, es el único club del país en haber disputado todas las temporadas en Primera División desde su ingreso en 1901. Además, es el único equipo de Uruguay que jamás descendió, ni salió último, ni jugó una promoción para mantener la categoría, ni fue desafiliado de la Asociación Uruguaya de Fútbol (AUF). Los 166 títulos oficiales del club se dividen en 144 a nivel nacional y 19 a nivel internacional, entre los cuales 9 fueron organizados por Conmebol y FIFA, mientras que 13 fueron organizados conjuntamente entre AFA y AUF.

### Títulos por década
- Solo se contabilizan aquí, los campeonatos oficiales de la Liga Uruguaya (todas sus ediciones, tanto amateur como profesional), las Copas de la Primera División, las Copas rioplatenses y los títulos internacionales oficiales de Conmebol y FIFA.

|                 | Nacional | Peñarol / CURCC | Montevideo Wanderers | Defensor Sporting | Danubio |
| --------------- | -------- | --------------- | -------------------- | ----------------- | ------- |
| 1900-1909       | 6        | 13              | 6                    | 0                 | 0       |
| 1910-1919       | 22       | 9               | 7                    | 0                 | 0       |
| 1920-1929       | 7        | 4               | 0                    | 0                 | 0       |
| 1930-1939       | 7        | 6               | 2                    | 0                 | 0       |
| 1940-1949       | 17       | 11              | 0                    | 1                 | 0       |
| 1950-1959       | 16       | 16              | 0                    | 1                 | 0       |
| 1960-1969       | 15       | 21              | 0                    | 1                 | 0       |
| 1970-1979       | 10       | 6               | 0                    | 1                 | 0       |
| 1980-1989       | 9        | 8               | 1                    | 1                 | 2       |
| 1990-1999       | 2        | 6               | 1                    | 1                 | 0       |
| 2000-2009       | 6        | 1               | 0                    | 1                 | 2       |
| 2010-2019       | 6        | 5               | 0                    | 0                 | 2       |
| 2020-actualidad | 4        | 3               | 0                    | 0                 | 0       |
| Total           | 127      | 109             | 17                   | 7                 | 6       |

Además, al incluir todas las competiciones oficiales realizadas por la AUF, como las copas para clasificar a los torneos internacionales (las llamadas Liguillas), Nacional es el club más laureado, con 138 títulos oficiales nacionales.

### Estadísticas en competiciones internacionales
En el ámbito internacional, es una de las instituciones con mayor cantidad de títulos oficiales en el mundo, sumando 22 conquistas, detrás de los 31 del Real Madrid Club de Fútbol, los 28 del Al-Ahly y los 22 del F.C Barcelona y de Boca Juniors. A su vez, es el segundo mejor equipo de la tabla histórica de la Copa Libertadores de América (583 puntos) y el único club uruguayo en obtener la Copa Interamericana (2) y la Recopa Sudamericana (1).
| Torneo                                          | PJ  | PG  | PE  | PP  | Mejor posición       |
| ----------------------------------------------- | --- | --- | --- | --- | -------------------- |
| Copa Intercontinental                           | 4   | 2   | 2   | 0   | Campeón              |
| Copa Libertadores de América                    | 377 | 159 | 103 | 115 | Campeón              |
| Copa Interamericana                             | 7   | 3   | 2   | 2   | Campeón              |
| Recopa Sudamericana                             | 2   | 1   | 1   | 0   | Campeón              |
| Supercopa Sudamericana                          | 38  | 13  | 11  | 14  | Subcampeón           |
| Copa Sudamericana                               | 34  | 15  | 6   | 13  | Semifinal            |
| Copa Mercosur                                   | 24  | 11  | 5   | 8   | Primera fase         |
| Campeonato Sudamericano de Campeones            | 6   | 4   | 0   | 2   | Tercero              |
| Copa de Honor Cusenier                          | 8   | 4   | 2   | 2   | Campeón              |
| Copa Competencia Rioplatense Chevallier-Boutell | 4   | 2   | 0   | 2   | Campeón              |
| Copa Dr. Ricardo Aldao                          | 14  | 6   | 3   | 5   | Campeón              |
| Copa de Confraternidad Escobar - Gerona         | 2   | 1   | 0   | 1   | Campeón              |
| Total                                           | 475 | 208 | 119 | 148 | 19 títulos oficiales |

- Actualizado al 16 de septiembre de 2015
- PJ= Partidos Jugados; PG= Partidos Ganados; PE= Partidos Empatados; PP= Partidos Perdidos.

### Clubes con más títulos internacionales
En el ámbito internacional, contando todas las consagraciones oficiales obtenidas, es uno de los equipos con mayor cantidad de títulos oficiales en el mundo: 19, por debajo de Barcelona (22), Boca Juniors (22), Al-Ahly (28) y Real Madrid (31).
| Títulos internacionales |           |             |
| Equipo                  | País      | Campeonatos |
| Real Madrid             | España    | 31          |
| Al-Ahly                 | Egipto    | 28          |
| Boca Juniors            | Argentina | 22          |
| Barcelona               | España    | 22          |
| Nacional                | Uruguay   | 19          |

## Organigrama deportivo

### Jugadores

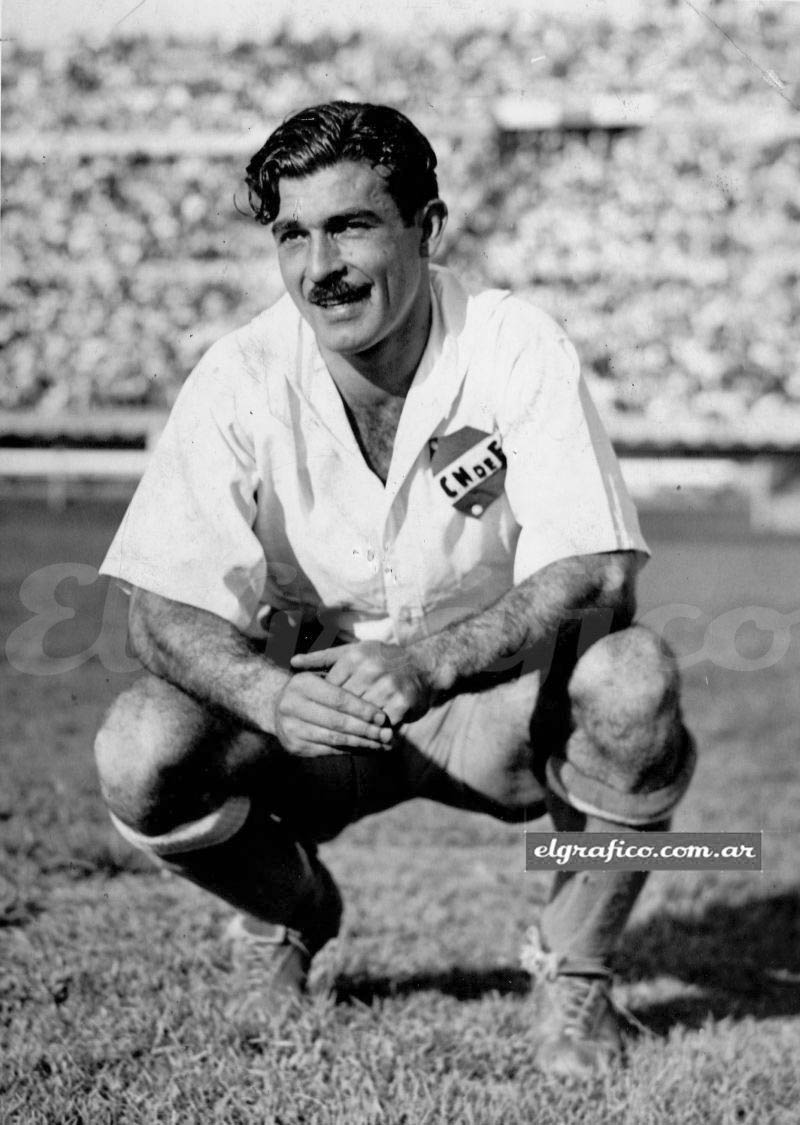
Atilio García, máximo goleador histórico de Nacional con 467 goles.

Desde su fundación en 1899, han sido centenares los futbolistas en disputar al menos un encuentro con la camiseta del primer equipo de Nacional. El que más partidos disputó con el club fue Emilio «Cococho» Álvarez, con quinientas dos entre 1959 y 1970. Además, el jugador que más goles ha anotado fue Atilio García (467 goles), seguido por Héctor Scarone —301 goles—.
Por otra parte, Nacional ha contribuido en gran medida en la conformación de la selección uruguaya. Cabe destacar, que el 13 de septiembre de 1903, el plantel tricolor representó a Uruguay en su primera victoria oficial ante la selección argentina, con un marcador favorable por 3-2. Los goles los convirtieron Carlos Céspedes en dos oportunidades, y Bolívar Céspedes el gol restante. El plantel que se consagró campeón de los Juegos Olímpicos de París 1924, tuvo entre sus integrantes a seis jugadores de Nacional: el arquero Andrés Mazali, el mediocampista Alfredo Zibechi y los delanteros Santos Urdinarán, Héctor Scarone, Ángel Romano, Pascual Somma y Pedro Petrone —este resultó ser goleador del torneo—. Para los Juegos Olímpicos de 1928, Andrés Mazali, Pedro Petrone, Héctor Scarone y Santos Urdinarán volvieron a ser partícipes del plantel que se consagró campeón, más los delanteros Pedro Cea y Juan Píriz. Asimismo, el plantel que se consagró campeón de la Copa Mundial de Fútbol de 1930, tuvo entre sus integrantes a ocho jugadores de Nacional: el defensa Emilio Recoba, el mediocampista José Leandro Andrade y los delanteros Santos Urdinarán, Héctor Scarone, Pedro Cea, Héctor Castro, Pedro Petrone y Conduelo Píriz.
El equipo campeón de la Copa Mundial de Fútbol de 1950 contó con la presencia de cinco miembros del plantel del equipo tricolor: el arquero Aníbal Paz, el defensa Eusebio Tejera, los mediocampistas Schubert Gambetta, Rodolfo Pini y el delantero Julio Pérez. En la era Tabárez que obtuvo el cuarto puesto en la Copa Mundial de 2010 y el primer puesto en la Copa América 2011, Uruguay contó con numerosos exjugadores de Nacional, entre ellos Diego Lugano, Diego Godín, Andrés Scotti, Mauricio Victorino, Sebastián Eguren, Nicolás Lodeiro, Luis Suárez y Sebastián Coates. A lo largo de toda la historia siempre ha habido futbolistas tricolores en las consagraciones de campeonatos oficiales obtenidos por la selección de Uruguay, incluidos los dos Juegos Olímpicos, los dos Mundiales y las quince Copas América.
Además, el club posee los siguientes récords a nivel mundial:
- Es el club con más jugadores cedidos a la selección nacional: 255.[257]
- Es el club que posee la mayor cantidad de jugadores campeones de torneos oficiales con la selección nacional: 70.[257]
- Adicionalmente, a lo largo de la historia es quien más jugadores campeones de torneos oficiales aportó a sus respectivas selecciones con 95 futbolistas.[257]

| Máximos goleadores | Máximos goleadores  | Máximos goleadores | Más partidos disputados | Más partidos disputados | Más partidos disputados | Más laureados | Más laureados                             | Más laureados |
| ------------------ | ------------------- | ------------------ | ----------------------- | ----------------------- | ----------------------- | ------------- | ----------------------------------------- | ------------- |
| 1.                 | Atilio García       | 467 goles          | 1.                      | Emilio Walter Álvarez   | 502 partidos            | 1.            | Alfredo Foglino / José Vanzzino           | 32 títulos    |
| 2.                 | Héctor Scarone      | 293 goles          | 2.                      | Aníbal Paz              | 469 partidos            | 2.            | Carlos Scarone                            | 25 títulos    |
| 3.                 | Julio César Morales | 181 goles          | 3.                      | Julio Montero Castillo  | 462 partidos            | 3.            | Aníbal Paz / Ángel Romano / Pascual Somma | 24 títulos    |
| 4.                 | Carlos Scarone      | 168 goles          | 4.                      | Julio César Morales     | 459 partidos            | 4.            | Schubert Gambetta                         | 23 títulos    |
| 5.                 | Ángel Romano        | 164 goles          | 5.                      | Óscar Javier Morales    | 443 partidos            | 5.            | Atilio García / Héctor Scarone            | 22 títulos    |

### Jugadores internacionales
| Selección | Categoría | # | Jugador(es)                                          |
| --------- | --------- | - | ---------------------------------------------------- |
| Uruguay   | Absoluta  | 3 | Sebastián Coates, Nicolás Lodeiro, Maximiliano Gómez |
| Uruguay   | Sub-23    | 3 | Ignacio Suárez, Renzo Sánchez, Emiliano Ancheta      |
| Uruguay   | Sub-20    | 3 | Mauricio Pereyra, Nicolás López, Paolo Calione       |
| Venezuela | Absoluta  | 1 | Rómulo Otero                                         |
| Panamá    | Absoluta  | 1 | Luis Mejía                                           |
| Nigeria   | Sub-17    | 1 | Christian Ebere                                      |

Nota: en negrita jugadores parte de la última convocatoria en la correspondiente categoría.

### Transferencias 2025
| Altas                   | Altas          | Altas                  | Altas               | Altas     |
| Jugador                 | Posición       | Procedencia            | Tipo                | Coste     |
| ----------------------- | -------------- | ---------------------- | ------------------- | --------- |
| Lucas Morales           | Defensa        | Wanderers              | Retorna tras cesión | € 0       |
| Julián Millán           | Defensa        | Santa Fe               | Transferencia       | € 490.000 |
| Emiliano Ancheta        | Defensa        | Danubio                | Transferencia       | € 340.000 |
| Rómulo Otero            | Centrocampista | Santos                 | Libre               | € 0       |
| Yonathan Rodríguez      | Centrocampista | Banfield               | Libre               | € 0       |
| Luciano Boggio          | Centrocampista | Lanús                  | Transferencia       | € 875.000 |
| Lucas Villalba          | Delantero      | Montevideo City Torque | Transferencia       | € 770.000 |
| Eduardo Vargas          | Delantero      | Atlético Mineiro       | Libre               | € 0       |
| Invierno                |                |                        |                     |           |
| Jugador                 | Posición       | Procedencia            | Tipo                | Coste     |
| Matías de los Santos    | Defensa        | Atlético Tucumán       | Libre               | € 0       |
| Juan Pablo Patiño       | Defensa        | Once Caldas            | Transferencia       | € 515.000 |
| Lucas Rodríguez         | Centrocampista | Racing                 | Libre               | € 0       |
| Nicolás Lodeiro         | Centrocampista | Houston Dynamo         | Libre               | € 0       |
| Maximiliano Gómez       | Delantero      | Defensor Sporting      | Transferencia       | € 428.000 |
| Christian Ebere         | Delantero      | Plaza Colonia          | Retorna tras cesión | € 0       |
| Juan Cruz de los Santos | Delantero      | River Plate            | Transferencia       | € 258.000 |

| Cesiones       | Cesiones | Cesiones             | Cesiones   | Cesiones |
| Jugador        | Posición | Procedencia          | Hasta      | Coste    |
| -------------- | -------- | -------------------- | ---------- | -------- |
| Diego Romero   | Defensa  | Deportivo Maldonado  | 31-12-2025 | € 0      |
| Hayen Palacios | Defensa  | Athletico Paranaense | 30-06-2026 | € 0      |

| Bajas              | Bajas          | Bajas                   | Bajas                 | Bajas       |
| Jugador            | Posición       | Destino                 | Tipo                  | Coste       |
| ------------------ | -------------- | ----------------------- | --------------------- | ----------- |
| Facundo Machado    | Portero        | Racing                  | Transferencia         | € 0         |
| Emiliano Velázquez | Defensa        | Danubio                 | Libre                 | € 0         |
| Fredy Martínez     | Defensa        | Boston River            | Libre                 | € 0         |
| Mateo Antoni       | Defensa        | Argentinos Juniors      | Transferencia         | € 2.130.000 |
| Ramiro Brazionis   | Defensa        | Racing                  | Transferencia         | € 388.000   |
| Ulises Márquez     | Defensa        | Central Español         | Libre                 | € 0         |
| Leandro Lozano     | Defensa        | Argentinos Juniors      | Transferencia         | € 970.000   |
| Mateo Rivero       | Defensa        | Boston River            | Transferencia         | € 433.000   |
| Diego Polenta      | Defensa        | Bandera de ?            | Retiro                | € 0         |
| Felipe Cairus      | Centrocampista | Racing                  | Libre                 | € 0         |
| Alexis Castro      | Centrocampista | Estudiantes de La Plata | Libre                 | € 0         |
| Diego Zabala       | Centrocampista | Amazonas                | Libre                 | € 0         |
| José Alberti       | Centrocampista | Jeonnam Dragons         | Libre                 | € 0         |
| Manuel Monzeglio   | Centrocampista | Oriental                | Rescisión de contrato | € 0         |
| Lucas Sanabria     | Centrocampista | Los Angeles Galaxy      | Transferencia         | € 5.000.000 |
| Ruben Bentancourt  | Delantero      | Argentinos Juniors      | Libre                 | € 0         |
| Gastón González    | Delantero      | Defensa y Justicia      | Libre                 | € 0         |
| Federico Santander | Delantero      | Sportivo Luqueño        | Libre                 | € 0         |
| Facundo de León    | Delantero      | River Plate             | Rescisión de contrato | € 0         |
| Antonio Galeano    | Delantero      | Ceará                   | Transferencia         | € 223.000   |
| Augusto Scarone    | Delantero      | Racing                  | Libre                 | € 0         |
| Bruno Damiani      | Delantero      | Philadelphia Union      | Transferencia         | € 2.900.000 |
| Invierno           |                |                         |                       |             |
| Jugador            | Posición       | Destino                 | Tipo                  | Coste       |
| Gabriel Báez       | Defensa        | Talleres                | Transferencia         | € 255.000   |
| Franco Catarozzi   | Centrocampista | Montevideo City Torque  | Fin de cesión         | € 0         |
| Jeremía Recoba     | Centrocampista | Las Palmas              | Transferencia         | € 645.000   |
| Gonzalo Petit      | Delantero      | Real Betis              | Transferencia         | € 6.000.000 |
| Eduardo Vargas     | Delantero      | Audax Italiano          | Rescisión de contrato | € 127.480   |
| Diego Herazo       | Delantero      | San Lorenzo             | Fin de cesión         | € 0         |

| Cesiones         | Cesiones       | Cesiones       | Cesiones   | Cesiones  |
| Jugador          | Posición       | Destino        | Hasta      | Coste     |
| ---------------- | -------------- | -------------- | ---------- | --------- |
| Facundo González | Defensa        | Danubio        | 31-12-2025 | € 0       |
| Axel Frugone     | Defensa        | Cerro          | 31-12-2025 | € 0       |
| Rafael Haller    | Defensa        | Boston River   | 31-12-2025 | € 0       |
| Lucas Morales    | Defensa        | Olimpia        | 31-12-2025 | € 128.000 |
| Nicolás Ramos    | Defensa        | Houston Dynamo | 31-12-2025 | € 0       |
| Rodrigo Chagas   | Centrocampista | Juventud       | 31-12-2025 | € 0       |
| Jairo Amaro      | Centrocampista | Danubio        | 31-12-2025 | € 0       |
| Rodrigo Mederos  | Centrocampista | Racing         | 31-12-2025 | € 0       |
| Alexis Cuadro    | Centrocampista | Progreso       | 31-12-2025 | € 0       |
| Guillermo López  | Delantero      | Boston River   | 31-12-2025 | € 0       |
| Luciano Inverso  | Delantero      | River Plate    | 31-12-2025 | € 0       |
| Axel Méndez      | Delantero      | Oriental       | 31-12-2025 | € 0       |
| Nahuel López     | Delantero      | Progreso       | 31-12-2025 | € 0       |

## Entrenadores

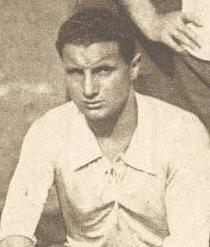
Héctor Castro es uno de los técnicos más laureados de Nacional, al conseguir el Quinquenio de Oro.

### Cuerpo técnico del primer equipo
| Cargo                        | Nombre                                      |
| ---------------------------- | ------------------------------------------- |
| Entrenador del primer equipo | Pablo Peirano                               |
| Asistentes                   | Javier Tetes                                |
| Preparadores físicos         | Javier Carballo Nicolás Gandini Pablo Balbi |
| Entrenador de porteros       | Leonardo Romay                              |

### Personal médico
| Cargo                       | Nombre                                                 |
| --------------------------- | ------------------------------------------------------ |
| Médico Jefe                 | Álvaro Arsuaga                                         |
| Médicos asistentes del club | Gonzalo Harretche Federico Armstrong Marcelo Chiarella |
| Kinesiólogos                | Daniel Calimares Diego Seoane                          |

### Entrenadores de divisiones inferiores
| Cargo                     | Nombre              |
| ------------------------- | ------------------- |
| Coordinador de formativas | Fernando Curutchet  |
| Jefe de captación         | Santiago Ostolaza   |
| Manager deportivo         | Sebastián Eguren    |
| Secretario técnico        | Pablo Budna         |
| Reserva                   | Rafael García       |
| Sub-19                    | Rodrigo Lemos       |
| Sub-17                    | Santiago Espasandín |
| Sub-16                    | Tabaré Alonso       |
| Sub-15                    | Dardo Pérez         |
| Sub-14                    | Diego Sánchez       |

### Cronología de entrenadores
| Entrenador             | Período   |
| ---------------------- | --------- |
| Ondino Viera           | 1930-1933 |
| Américo Szigeti        | 1933-1934 |
| Carlos Blas Carlomagno | 1935-1936 |
| William Reaside        | 1938-1939 |
| Héctor Castro          | 1940-1943 |
| Enrique Fernández      | 1946      |
| Ricardo Faccio         | 1947      |
| Aníbal Ciocca          | 1948      |
| Enrique Fernández      | 1950-1952 |
| Héctor Castro          | 1952      |
| Adolfo Pedernera       | 1954      |
| Ondino Viera           | 1955-1960 |
| Juan Carlos Corazzo    | 1960      |
| Roberto Porta          | 1961      |
| Hugo Bagnulo           | 1962      |
| Zezé Moreira           | 1963-1964 |
| Ricardo Dies           | 1964      |
| Fernando Riera         | 1966      |
| Roberto Scarone        | 1966-1967 |
| Zezé Moreira           | 1968-1969 |
| Washington Etchamendi  | 1970-1972 |
| Miguel Ignomiriello    | 1974      |
| Juan Eduardo Hohberg   | 1976      |
| Juan Ricardo Faccio    | 1976      |
| Luis Cubilla           | 1977      |
| Pedro Dellacha         | 1977      |
| José Ricardo De León   | 1978      |
| Pedro Dellacha         | 1979      |
| Juan Martín Mugica     | 1980-1981 |
| Alfio Basile           | 1982      |

| Entrenador           | Período   |
| -------------------- | --------- |
| Juan Masnik          | 1982      |
| Miguel Basílico      | 1983      |
| Víctor Espárrago     | 1983      |
| Luis Garisto         | 1984-1985 |
| Ildo Maneiro         | 1985      |
| Víctor Espárrago     | 1985      |
| Luis Cubilla         | 1985      |
| Walter Roque         | 1986      |
| Sergio Markarián     | 1987      |
| José Ricardo De León | 1987      |
| Roberto Fleitas      | 1987-1988 |
| Héctor Núñez         | 1989      |
| Saúl Rivero          | 1990      |
| Juan Carlos Blanco   | 1990-1991 |
| Raúl Möller          | 1991      |
| Roberto Fleitas      | 1991-1993 |
| Miguel Ángel Piazza  | 1993      |
| Héctor Salvá (int.)  | 1993      |
| Eduardo Luján Manera | 1994      |
| Hugo Fernández       | 1994-1995 |
| Héctor Salvá         | 1995-1996 |
| Gustavo Bueno (int.) | 1996      |
| Miguel Puppo         | 1996-1997 |
| Roberto Fleitas      | 1997      |
| Hugo De León         | 1998-2001 |
| Daniel Carreño       | 2002-2003 |
| Santiago Ostolaza    | 2004      |
| Hugo De León         | 2004      |
| Martín Lasarte       | 2005-2006 |
| Daniel Carreño       | 2006-2007 |

| Entrenador                | Período    |
| ------------------------- | ---------- |
| Daniel Enríquez (int.)    | 2007       |
| Gerardo Pelusso           | 2007-2009  |
| Luis González (int.)      | 2009       |
| Eduardo Acevedo           | 2009-2010  |
| Luis González             | 2010       |
| Gustavo Bueno (int.)      | 2010       |
| Juan Ramón Carrasco       | 2010-2011  |
| Marcelo Gallardo          | 2011-2012  |
| Gustavo Díaz              | 2012-2013  |
| Juan Carlos Blanco (int.) | 2013       |
| Rodolfo Arruabarrena      | 2013       |
| Gerardo Pelusso           | 2014       |
| Álvaro Gutiérrez          | 2014-2015  |
| Gustavo Munúa             | 2015-2016  |
| Martín Lasarte            | 2016-2017  |
| Alexander Medina          | 2018       |
| Eduardo Domínguez         | 2019       |
| Álvaro Gutiérrez          | 2019       |
| Gustavo Munúa             | 2020       |
| Jorge Giordano            | 2020-2021  |
| Martín Ligüera (int.)     | 2021       |
| Alejandro Cappuccio       | 2021       |
| Martín Ligüera            | 2021       |
| Pablo Repetto             | 2022       |
| Ricardo Zielinski         | 2023       |
| Álvaro Gutiérrez          | 2023       |
| Álvaro Recoba             | 2023-2024  |
| Rafael García (int.)      | 2024       |
| Martín Lasarte            | 2024-2025  |
| Martín Ligüera (int.)     | 2025       |
| Pablo Peirano             | 2025- Act. |

## Presidentes

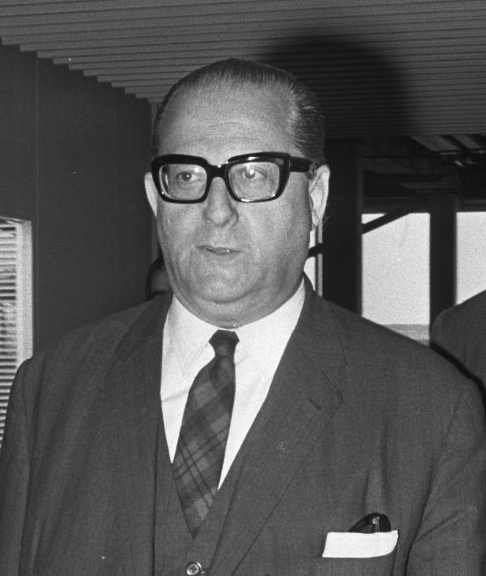
Miguel Restuccia, presidente de Nacional con más años consecutivos en el cargo.

Tanto el presidente como la Comisión Directiva del club, formada por once integrantes, son elegidos por los socios habilitados a votar —mayores de 18 años con antigüedad de cinco años— mediante comicios realizados cada tres años. Desde su fundación en 1899, Nacional ha tenido un total de treinta y cuatro presidentes, siete de los cuales ocuparon ese puesto en más de un período. El primer presidente fue Sebastián Puppo, socio fundador del club, además de jugador. El que más años consecutivos se mantuvo en el cargo fue Miguel Restuccia, llegando a permanecer durante doce años en la presidencia entre 1968 y 1979. Durante su gestión, el equipo tricolor obtuvo cinco campeonatos uruguayos —1969, 1970, 1971, 1972 y 1977—, la Copa Libertadores 1971, la Copa Intercontinental 1971 y la Copa Interamericana 1971. Cabe destacar la presidencia del socio fundador argentino Bernardino Daglio, en el año 1901, como el primer extranjero en el máximo cargo de la institución. Además, José Añón y Ceferino Rodríguez, ambos de nacionalidad española, ejercieron la presidencia del club durante los períodos 1955-61 y 1992-97 respectivamente.

### Campañas

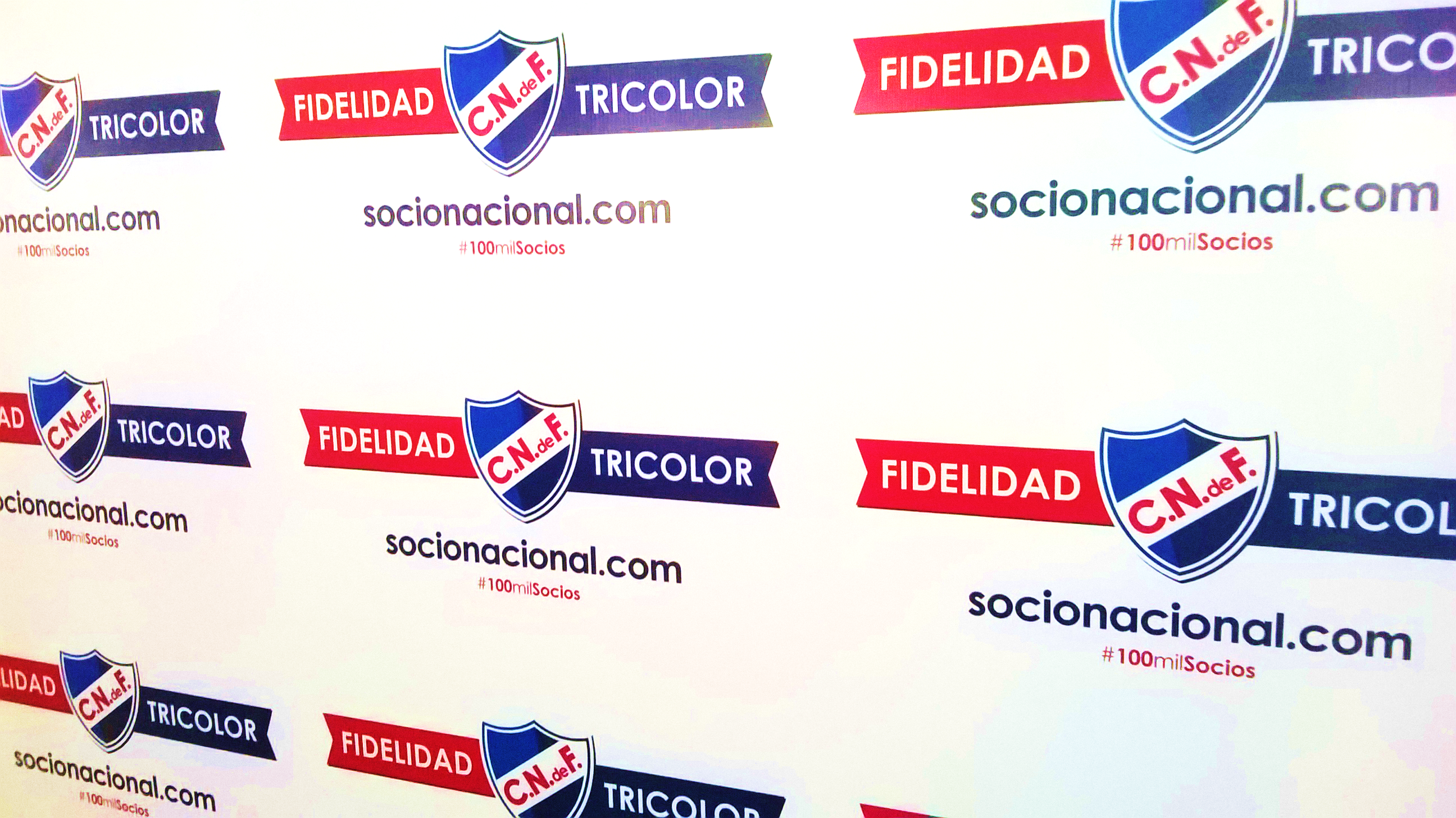
El club se encuentra en busca de los 100 mil socios.

Durante la presidencia de Ricardo Alarcón, desde su llegada a la presidencia en 2007, se desarrolló una nueva política administrativa del club. Se implementó un proyecto denominado «Cultura Nacional» apuntando a reforzar la estructura institucional, aumentando el caudal de socios, ampliando el Gran Parque Central, generando valores culturales, y en el plano económico-deportivo, un club exportador de futbolistas, apostando a su propia cantera, de forma de equilibrar las finanzas. En los últimos años el club reforzó su política de inferiores, y desde 2003 a la fecha han surgido jugadores de la talla de Diego Lugano, Juan Ángel Albín, Gonzalo Castro, Sebastián Viera, Mauricio Victorino, Luis Suárez, Bruno Fornaroli, Mathías Cardaccio, Martín Cauteruccio, Diego Arismendi, Nicolás Lodeiro, Santiago García, Sebastián Coates, Gastón Pereiro, entre otros, lo que ha permitido al club posicionarse con mejores perspectivas, tanto en lo deportivo como en lo económico. A nivel social, el 12 de marzo de 2010, se dio a conocer que el club llegaba a los 29 564 socios, superando de esta manera el récord del club, y del fútbol uruguayo, de 29 563 socios registrados en 1992, durante la presidencia de Ceferino Rodríguez.
En junio de 2012, bajo la presidencia de Ricardo Alarcón, el club superaba la cifra de 50 000 asociados.
Durante 2014, se incorporaron a 15 080 socios nuevos, lo que significaría un 30 por ciento de aumento, siendo el crecimiento más alto en la historia de la institución. Meses más adelante, se alcanzaría la meta del socio número 75 000.
Durante la presidencia de Ache se comenzó una campaña para aumentar el caudal social, buscando llegar a la cifra de 100 000 asociados. Durante el mandato de José Luis Rodríguez, se mantuvo el objetivo y se lanzó una nueva campaña para continuar el incremento hacia los 100 000 socios, bajo el lema «Orgullo para siempre».

### Cronología de presidentes
A lo largo de su historia, el club ha tenido los siguientes presidentes:
| Presidente              | Período   |
| ----------------------- | --------- |
| Sebastián Puppo         | 1899      |
| Jorge A. Ballestero     | 1900      |
| Bernardino Daglio       | 1901      |
| Carlos Carve Urioste    | 1902      |
| Domingo Prat            | 1903-1904 |
| Luis Laventure          | 1905      |
| José María Reyes Lerena | 1906-1907 |
| Domingo Prat            | 1908      |
| Francisco Del Campo     | 1909      |
| Domingo Prat            | 1910      |
| José María Delgado      | 1911-1921 |
| Rodolfo Bermúdez        | 1922-1923 |
| Numa Pesquera           | 1923-1925 |
| Ramón Pedro Díaz        | 1926      |
| Óscar Bottini           | 1927      |
| Melitón Romero          | 1928      |

| Presidente              | Período   |
| ----------------------- | --------- |
| José María Delgado      | 1929-1932 |
| Rodolfo Bermúdez        | 1933      |
| Atilio Narancio         | 1934-1935 |
| José María Reyes Lerena | 1936      |
| Aníbal Zapicán Falco    | 1937      |
| Raúl Blengio Salvo      | 1938      |
| Atilio Narancio         | 1939      |
| Rodolfo Gorriti         | 1940-1945 |
| Roberto Espil           | 1946-1949 |
| Gregorio Baldizán       | 1950-1951 |
| Santiago De Brum C.     | 1952-1953 |
| Manuel González         | 1953-1954 |
| José Añón               | 1955-1961 |
| Eduardo Pons Echeverry  | 1962-1967 |
| Miguel Restuccia        | 1968-1979 |
| Justo Alonso Leguísamo  | 1979-1980 |

| Presidente          | Período   |
| ------------------- | --------- |
| Dante Iocco         | 1980-1982 |
| Rodolfo Sienra      | 1983-1985 |
| Mario Garbarino     | 1986-1988 |
| Roberto Recalt      | 1989-1991 |
| Ceferino Rodríguez  | 1992-1997 |
| Dante Iocco         | 1998-2000 |
| Eduardo Ache        | 2001-2005 |
| Víctor Della Valle  | 2006      |
| Ricardo Alarcón     | 2007-2012 |
| Eduardo Ache        | 2013-2015 |
| José Luis Rodríguez | 2016-2018 |
| José Decurnex       | 2019-2021 |
| José Fuentes        | 2022-2023 |
| Alejandro Balbi     | 2023-2024 |
| Ricardo Vairo       | 2025-     |

## Datos del club
- Temporadas en 1.ª: 120[265](temporada 2024 inclusive)
- Temporadas en 2.ª: 0[266]
- Mejor puesto en Primera División: 1.º (49 veces)[65]
- Peor puesto en Primera División: 7.º (1988)[267]
- Mayor goleada conseguida:
  - En campeonatos nacionales:
    - Era amateur: 11:0 a Charley en 1920[268]
    - Era profesional: 10:0 a River Plate en 1938[268]

  - En torneos internacionales:
    - Por la Copa Libertadores: 6:0 al 9 de Octubre en 1984[269]
- Mayor goleada clásica masculina: 6 a 0 en 1941[270] (máxima victoria clásica)
- Mayor goleada clásica femenina: 7 a 0 en 2013[271] (máxima victoria clásica)
- Mayor racha de partidos ganados consecutivos:
  - Por el Campeonato Uruguayo: 32 partidos (1940-1942)[272]
  - En torneos internacionales:
    - Por la Copa Libertadores: 6 partidos (1967)
- Mayor racha partidos sin perder consecutivos:
  - Por el Campeonato Uruguayo: 34 partidos (1915-1918; 1940-1942; 1971-1972)[273]
  - En torneos internacionales:
    - Por la Copa Libertadores: 12 partidos (1968-1969)
- Campeonatos obtenidos de forma invicta: 7 (1902, 1903, 1916, 1917, 1924, 1941, 2005)[274]
- Campeonatos obtenidos sin ceder puntos: 2 (1902, 1941)[274]
- Más años en el club: Héctor Scarone (20 años, 1916-1926; 1927-1931; 1934-1938)
- Más partidos disputados: Emilio Álvarez (511 partidos)[275]
  - Más partidos por Copa Libertadores: Julio César Morales (76 partidos)[276]
- Máximo goleador: Atilio García (468 goles)[277]
  - Máximo goleador por Copa Libertadores: Julio César Morales (30 goles)
- Portero con más minutos sin recibir un gol:
  - Por el Campeonato Uruguayo: Gustavo Munúa, 963 minutos sin recibir goles (2003)[278]
  - En torneos internacionales:
    - Por la Copa Libertadores: Manga, 612 minutos sin recibir goles (1971)
- Mayor cantidad de partidos con la valla invicta: 11 (1933)
- Más campeonatos nacionales ganados: Alfredo Foglino, José Vanzzino, Schubert Gambetta y Aníbal Paz (9 campeonatos)[279]
- Jugadores cedidos a la selección nacional: 250 (récord mundial)[257]
- Jugadores campeones de torneos oficiales con sus respectivas selecciones: 92 (récord mundial)[257]
- Jugadores campeones de torneos oficiales con la selección nacional: 67 (récord mundial)[257]
- Mejor torneo corto: Torneo Apertura 2014 con 42 puntos sobre 45 posibles

## Otras disciplinas deportivas
El Club Nacional de Football también participa o ha participado en otras disciplinas deportivas, a saber:

### Ajedrez
El equipo de Nacional de ajedrez fue Campeón Nacional Interclubes en tres oportunidades —1993, 1994, 1997—.
Además ostenta 16 títulos del Campeonato Uruguayo de Ajedrez (individual), organizado por la Federación Uruguaya de Ajedrez. —1937, 1944, 1947, 1953, 1956, 1957, 1959, 1960, 1961, 1962, 1963, 1965, 1966, 1967, 1968 y 1998— entre los que destacan Walter Estrada con 6 campeonatos y Alfredo Olivera con 5 conquistas.
También obtuvo el tercer puesto en el II Campeonato Panamericano Interclubes en 1993.

### Baloncesto
La sección de baloncesto del club comenzó a funcionar desde el 26 de enero de 1933, cuando la Comisión Directiva del club aprobó la incorporación del Springfield para representar a Nacional. Obtuvo los títulos de 1935 y 1937; además de las Liguillas de 1982 y 1983. En sus filas militó Esteban Batista, confeso hincha del club, el único baloncestista uruguayo en jugar en la NBA en la historia.

### Ciclismo
Campeonatos organizados por la Federación Ciclista del Uruguay desde sus comienzos. Obtuvo varias veces las competiciones más importantes: la Vuelta Ciclista del Uruguay y Rutas de América, tanto a nivel individual como por equipos. En el plantel del club destaca Milton Wynants, quien obtuvo para Uruguay una medalla de plata en los Juegos Olímpicos de Sídney 2000, y Leandro Noli quien ganara la primera edición de la Vuelta Ciclista en 1939.
El equipo de Nacional ganó las Rutas de América por equipos en cinco ocasiones —1993, 1994, 1995, 2000 y 2001— y una individual con Gustavo Figueredo en 2000. También obtuvo, de la mano de Tomás Correa, las Mil Millas Orientales en 1960. Gustavo Figueredo ganó en 1998 la Vuelta Ciclista de Paraguay. En la categoría de equipos Nacional obtuvo la Vuelta Ciclista del Uruguay en cinco oportunidades —1960, 1968, 1994, 1999 y 2000—. Leandro Noli ganó el primer título, además ganaron Jorge Correa en 1968 y Milton Wynants en 1996.

### Fútbol femenino
Nacional participa de los torneos de fútbol femenino de la Asociación Uruguaya de Fútbol desde su creación en 1996. Obtuvo el Campeonato Uruguayo en 1997, 2000, 2010, 2011-2012, 2020 y 2022, siendo el segundo equipo que más veces se coronó campeón, detrás de Rampla Juniors (9 conquistas). En tanto, el club fue subcampeón en 1998, 1999, 2001, 2002, 2013, 2014, 2015, 2016, 2019 y 2021.
En el año 2005 se desafilia de la AUF y retorna en 2009, obteniendo el tercer puesto en la tabla anual. En 2010 ganó el campeonato uruguayo. En la siguiente temporada Nacional vuelve a conquistar la liga uruguaya en final ante Cerro coronando una liga con victoria en el Torneo Apertura, Clausura y la Tabla Anual logrando el Bicampeonato Uruguayo 2010-2011, 2011-2012 y logrando treinta y nueve partidos sin perder a nivel local. En 2010 Nacional se coronó campeón del torneo amistoso Joseph Blatter.
El equipo de Nacional ha sido distinguido con el premio de la valla menos vencida en cuatro oportunidades —2000, 2010, 2011-2012, 2012—. La jugadora de Nacional Mariana Pion fue distinguida con el premio Charrúa en las ediciones 2010-2011 y 2011. En 2012 fue el único representante de Uruguay en la Copa Libertadores Femenina disputada en Brasil, quedando eliminado en la primera fase.
En el año 2012 por primera vez Peñarol, el clásico rival de Nacional a nivel institucional presentó un equipo de fútbol femenino. De esta forma, y en encuentro por el Campeonato Uruguayo de 2013, aurinegras y bolsilludas se enfrentaron en el histórico primer clásico oficial de fútbol femenino el 13 de abril de 2013. El encuentro se disputó en el Estadio José Pedro Damiani y se impuso Nacional de forma contundente por 7:0.

### Fútbol sala
Mientras Nacional estuvo afiliado a la FIFUSA, ganó el Campeonato Metropolitano 8 veces consecutivas —1990-1997—, el Campeonato Nacional de Clubes campeones en 2 oportunidades —1994 y 1997— y el Campeonato Sudamericano de Clubes Campeones en 1996.
Luego de que Nacional se afiliara a la FIFA, en campeonatos organizados por la Comisión Delegada de Futsal de la Asociación Uruguaya de Fútbol, el club obtuvo el título de liga en reiteradas ocasiones. A nivel internacional, la mejor participación de Nacional fue en 2003, cuando obtuvo el Vicecampeonato en el Torneo Sudamericano de Clubes de Futsal. Obtuvo el título del Campeonato Uruguayo en nueve oportunidades, en los años 1998, 2000, 2002, 2003, 2005, 2008, 2009, 2017 y 2018. Además ganó el Campeonato Apertura 5 veces —1998, 2005, 2007, 2008 y 2009— y el Campeonato Clausura tres veces —1998, 2002 y 2009—. Consiguió la Copa de Honor en 2006, 2010 y 2011.
 También conquistó el Campeonato Metropolitano 5 veces (2002, 2004, 2005, 2007 y 2009).
En 2003 obtuvo un título internacional al ganar la Zona Sur de la Copa Libertadores de Futsal. Luego se enfrentó por la final con Carlos Barbosa, campeón de la Zona Norte, con el que cayó derrotado 8:2 y 5:1 en Brasil. Representó a Uruguay en la Copa Libertadores de Futsal en 2000, 2001, 2003, 2004, 2006, 2007, 2009.

### Fútbol universitario
El 14 de mayo de 1966 un grupo de estudiantes universitarios crearon un equipo de fútbol para participar en la Liga Universitaria de Deportes de Uruguay. Desde su ascenso a la primera división, en 1968, ha ganado veinticuatro ligas, además de varios Campeonatos de Campeones, Campeonatos de verano y Copas de Honor, siendo el club más laureado en el fútbol amateur del Uruguay.

### Tenis
Posee varias canchas de tenis en el Parque Central, detrás de la tribuna Abdón Porte, en las que se desarrollan varias etapas de los torneos organizados en Uruguay. Tiene sus orígenes desde la década del treinta, en donde un grupo de ingleses fundaron un Club de Tenis que contaba con cuatro canchas. Más adelante fue integrado al Club Nacional de Football, como una sección independiente. A partir de 1942 se realizan ampliaciones llegando al día de hoy que cuenta con diez canchas para la práctica del mencionado deporte. En 2005, fue la sede en la que Uruguay disputó varias de sus series por la Zona Americana II de la Copa Davis.
Las instalaciones cuentan con diez canchas de polvo de ladrillo, vestuarios climatizados, sala de aparatos, piscina y un quincho con parrillero con capacidad para sesenta personas. Allí funcionan una escuela de tenis para niños y otra para adultos.

### Voleibol
Posee su cancha de voleibol en el Parque Central, en el gimnasio cerrado de la calle Jaime Cibils. En ese recinto se disputan los partidos del club en los campeonatos organizados por la Federación Uruguaya de Voleibol en todas sus categorías: menores, juveniles y mayores. El equipo masculino del Club Nacional es tetracampeón de la Super Liga uruguaya de Voleibol al haber ganado el torneo en 2008, 2009, 2010 y 2013. Actualmente Nacional tiene varios equipos compitiendo tanto en voleibol femenino como masculino.